# Ken Rosewall
Kenneth Robert Rosewall dit Ken Rosewall, né le 2 novembre 1934 à Sydney (Australie), est un joueur de tennis australien, dont la carrière s'étend de 1949 à 1980.
Considéré comme l'un des plus grands champions de l'histoire du tennis,, il a remporté 133 titres en simple messieurs, dont vingt-cinq tournois professionnels considérés comme majeurs qui se décomposent en huit titres du Grand Chelem, quinze titres du Grand Chelem professionnel et deux WCT Finals, soit l'un plus grands palmarès de l'histoire du tennis masculin en simple.
Rosewall est le joueur qui a probablement le plus disputé de simples dans l'histoire du tennis masculin, au moins 2 282 connus à ce jour. Il est aussi probablement le joueur qui a remporté le plus de simples dans l'histoire du tennis soit 1 655 connus à ce jour.
Rosewall est le seul tennisman, avec Rod Laver, à avoir accompli le Grand Chelem professionnel, en 1963, s'adjugeant le U.S Pro, le French Pro et le Wembley Pro dans la même saison. Il totalise vingt-trois titres de catégorie « Chelem » (Pro Slam et Grand Slam), amateurs, professionnels et ère Open cumulés.
Il a fait partie des vingt meilleurs joueurs du monde (amateurs et professionnels confondus) chaque année de 1952 à 1977, soit pendant plus d'un quart de siècle sans interruption. Il fut probablement l'un des deux meilleurs joueurs du monde pendant environ neuf années et le meilleur de la première moitié des années 1960.
Vainqueur de la Coupe Davis à trois reprises avec l'équipe d'Australie, en 1953, 1955 et 1956, Ken Rosewall fit également preuve d'une longévité inégalée : passé professionnel en 1957, il joue son ultime tournoi en 1982, à l'âge de 47 ans. Il fut également le joueur le plus âgé (37 ans, 2 mois et 1 jour) à remporter un titre du Grand Chelem, à l'occasion de l'Open d'Australie 1972, et le plus âgé à atteindre une finale d'un tournoi du Grand Chelem, lors de l'US Open 1974, à l'âge de 39 ans.
Rosewall est membre du International Tennis Hall of Fame depuis 1980.

## Carrière

### La carrière amateur: 1950-1956
Comme la très grande majorité des joueurs de tennis qui ont commencé leur carrière avant l'ère Open, Rosewall débute sur le traditionnel circuit amateur géré par la Fédération internationale de lawn tennis et par les fédérations nationales avec notamment la Coupe Davis, qui est le principal objectif des joueurs de cette époque (les tournois du Grand Chelem étant certes importants mais souvent secondaires comparés à l'épreuve créée par Dwight Davis).
Rosewall s'est notamment révélé pour la première fois à 15 ans et 11 mois quand il atteint, en octobre 1950, les demi-finales du New South Wales Metropolitan Championships (à ne pas confondre avec the New South Wales Championships), battu par Ken McGregor, alors le 2e amateur australien derrière Frank Sedgman.
En janvier 1951, Rosewall  remporte son premier tournoi à Manly près de Sydney.
En 1952, il est probablement devenu pour la première fois un des 20 meilleurs joueurs du monde (amateurs et professionnels confondus) : dans son classement uniquement réservé aux amateurs, Lance Tingay du Daily Telegraph de Londres le classa 10e ex æquo avec son partenaire de double Lew Hoad. Rosewall avait entre autres atteint les quarts de finale des Internationaux amateurs des États-Unis à Forest Hills, en battant notamment en huitièmes la tête de série no 1 américaine, Vic Seixas (à l'époque le tournoi désignait des têtes de série américaines et des têtes de série étrangères).
Il vient juste d'avoir 18 ans lorsqu'il reçoit le trophée des Internationaux amateurs d'Australie, son premier titre dans un tournoi du Grand Chelem. Quatre mois plus tard, il récidiva à Roland-Garros et il conquit aussi le titre du Pacific Southwest à Los Angeles (ce tournoi était considéré par beaucoup comme le 2e plus grand tournoi des États-Unis après Forest Hills). Pour compléter le tableau, il atteint aussi les quarts de finale à Wimbledon et les demi-finales de Forest Hills, où il fut battu par Tony Trabert le futur vainqueur du tournoi. Ce dernier ayant récidivé lors du Challenge Round (« tour du défi ») de Coupe Davis, beaucoup d'experts accordèrent la première place chez les amateurs à Tony Trabert, Rosewall étant crédité de la 2e place dans cette catégorie.
Rosewall régresse un peu dans la hiérarchie en 1954 car il se contente d'une place de finaliste à Wimbledon et son pays avait perdu la Coupe Davis au profit des États-Unis.
L'année suivante, Rosewall  remporte tous ses simples de Coupe Davis, permettant ainsi à son pays de reconquérir le saladier convoité. En remportant les Internationaux amateurs d'Australie, il a empêché Tony Trabert de réaliser le Grand Chelem amateur en 1955. Ce dernier prit sa revanche en finale des Championnats des États-Unis amateurs à Forest Hills.
En 1956, Lew Hoad et Ken Rosewall gagnent les trois titres en double des tournois sur herbe du Grand Chelem. Lors de leurs jeunes années, les deux Australiens sont affublés de divers surnoms comme « The Gold-dust Twins » ou « The Whiz Kids » pour exprimer leur précocité et leur talent. En septembre 1956, Rosewall priva encore un joueur du Grand Chelem, en l'occurrence Hoad, son partenaire de double, en finale de Forest Hills. Si Hoad fut sans conteste le meilleur amateur et de loin en 1956 (défense victorieuse de la Coupe Davis et petit Chelem), Rosewall fut le meilleur amateur de fin de saison en vainquant Hoad 3 fois de suite (Forest Hills, Adelaide et Melbourne).
Lors de sa carrière amateur, Rosewall participe à 3 Challenge Rounds victorieux de Coupe Davis (1953, 1955, 1956). Dans cette épreuve, il  remporte 15 simples sur 17 (durant l'ère Open, il participe, en double, à une autre conquête en 1973 et gagne 2 simples sur 2 en 1975). Il a aussi remporté 1 Championnat amateur des États-Unis (1956), 1 Roland-Garros amateur (1953), 2 Championnats amateurs d'Australie (1953, 1955) et le Pacific Southwest à Los Angeles (ce tournoi créé en 1927, avait à l'époque le troisième plus beau tableau de joueurs après Wimbledon et Forest Hills). Rosewall a aussi atteint 4 grandes finales (2 à Wimbledon, 1 à Forest Hills et 1 en Australie (plus 1 à Los Angeles)).
Il  quitte ensuite le circuit traditionnel amateur.

### Banni des grands événements traditionnels: la carrière professionnelle de 1957 au 30 mars 1968
Le promoteur et ancien joueur professionnel Jack Kramer avait essayé d'embaucher les « Whiz Kids » (Hoad et Rosewall) fin 1955 sans succès mais un an plus tard il est revenu à la charge et Rosewall a finalement accepté l'offre de Kramer. Lors du Challenge Round de la Coupe Davis en décembre 1956 Rosewall a essayé de convaincre son coéquipier Hoad de le rejoindre dans les rangs professionnels mais ce dernier n'a pas sauté le pas.
Rosewall a ainsi joué son premier match professionnel, le 14 janvier 1957 à Kooyong (Melbourne) contre le meilleur joueur professionnel de l'époque Pancho Gonzales. Mais comme Rosewall l'a expliqué plus tard, il a constaté à ses dépens la grosse différence de niveau qui séparait les meilleurs amateurs des meilleurs professionnels : dans la tournée en Australie et aux États-Unis qui a opposé les deux joueurs jusqu'en mai, Gonzales est sorti net vainqueur en dominant Rosewall, 50 matchs à 26. Lors de pauses dans la tournée Rosewall a aussi participé à 2 tournois, l'Australian Pro (Championnats professionnels d'Australie) à Sydney en février et l'U.S. Pro (Championnats professionnels des États-Unis) à Cleveland en avril : ces compétitions ont clairement révélé l'écart entre les meilleurs pros et les meilleurs amateurs puisque Rosewall fut nettement battu, en ne remportant aucun set, respectivement par Sedgman (deuxième meilleur pro en 1956) et par Segura (troisième meilleur pro en 1956). Après la Seconde Guerre mondiale, parmi les meilleurs amateurs des joueurs tels que Dinny Pails, Frank Parker, Ken McGregor, Ashley Cooper, Malcolm Anderson, Mervyn Rose, Alex Olmedo, Barry MacKay, Butch Buchholz ou Fred Stolle ont nettement échoué dans les rangs professionnels. Cependant une minorité de grands joueurs amateurs ont réussi, grâce à leur talent et à leur travail très dur, à remporter quelques grandes épreuves professionnelles au bout de quelques mois ou d'une année : Kramer, Pancho Segura, Gonzales, Frank Sedgman, Trabert, Hoad, Andrés Gimeno, Rod Laver. Rosewall fut aussi de ceux-là puisqu'en septembre 1957, huit mois après ses débuts pro, il remporta le titre de Wembley Pro, le plus grand tournoi européen de l'époque, où seuls Sedgman et Trabert parmi les meilleurs manquaient, aux dépens de Segura. Et en fin d'année Rosewall gagna sa première tournée professionnelle, en compagnie de Hoad, Sedgman et Segura, en Australie.
En 1958 Rosewall eut l'opportunité de montrer qu'il était déjà un des meilleurs si ce n'est le meilleur joueur du monde sur terre battue. L'année précédente, les Championnats Professionnels de France ou French Pro (appelés aussi Championnats du monde professionnels sur terre battue quand ils étaient disputés à Roland Garros) n'avaient pas été organisés mais ils revinrent en 1958. Rosewall battit successivement Kramer, Sedgman et Hoad, blessé, pour empocher le titre. Rosewall termina aussi 2e du tournoi des Champions à Forest Hills (incidemment aussi le site des Internationaux amateurs des États-Unis) et 2e ex æquo (avec Gonzales et Sedgman) au Masters Round Robin Pro de Los Angeles (ces deux tournois américains étant les plus importants du pays cette année-là).
En 1959 pour la première fois depuis son passage chez les pros, Rosewall a mené face à Gonzales dans les tête-à-tête : 3 à 2 selon les statistiques de Joe McCauley qui fut notamment journaliste dans la revue américaine « World Tennis » (et même 5 à 2 selon The Times (New York) et le Sunday Times (of England) d'après ce qu'a écrit Peter Rowley. Hormis cela Rosewall a gagné les deux éditions des Championnats professionnels du Queensland en 1959 (celles de janvier et de décembre).
L'année suivante Rosewall a de nouveau été intégré dans une grande tournée professionnelle mondiale, de janvier à mai, aux États-Unis, en Europe puis en Australie, avec Gonzales, Segura et Alejandro « Alex » Olmedo la nouvelle recrue professionnelle, meilleur amateur avec Neale Fraser en 1959. Cette tournée fut probablement l'apogée de toute la carrière de Pancho Gonzales. Le bilan final fut le suivant : 1. Gonzales 49 matchs gagnés et seulement 8 perdus, 2. Rosewall 32-25, 3. Segura 22-28, 4. Olmedo 11-44. Rosewall termina donc loin de Gonzales. Au milieu de la partie nord-américaine de la tournée Gonzales menait 23-1 (défaite unique, 6-4 4-6 13-11, face à Olmedo à Philadelphie) alors que Rosewall affichait un bilan de 11-13. À la fin de la tournée Gonzales avait battu Rosewall probablement 15 victoires à 4 (13-3 sûr). Incidemment cette tournée était une preuve de plus démontrant que les meilleurs professionnels étaient bien les meilleurs joueurs du monde puisqu'Olmedo termina bon dernier de ce tour.
Juste après cette tournée Gonzales disputa un tournoi mineur sans grands noms qu'il remporta le 16 mai 1960 et décida de prendre sa retraite (comme souvent chez Gonzales ce fut une décision temporaire puisque, ayant besoin d'argent selon ses propres termes, il revint sur les courts le 30 décembre 1960 soit 7 mois 1/2 plus tard). En l'absence de Gonzales, Rosewall devint clairement le leader, remportant 6 tournois dont les 2 plus importants de l'année, chronologiquement le « French Pro » (c'est-à-dire les Championnats professionnels de France) à Roland Garros, et le tournoi de Wembley Pro (Hoad finaliste à Roland Garros et vainqueur de 4 tournois s'affirma comme le dauphin de son compatriote).
Selon les critères modernes de 2006, Gonzales n'aurait jamais été considéré comme le meilleur joueur du monde en 1960 car n'ayant joué que 4 mois 1/2 cette année-là (1 tournée plus 1 tournoi) : il n'aurait pas accumulé suffisamment de points ATP (classement technique ou classement de la « Race »). Mais dans les critères des années antérieures à l'ère open, les tournées avaient quelquefois une importance considérable et beaucoup de témoins de l'époque ont considéré que Gonzales fut le meilleur en 1960 : McCauley auteur de The History of Professional Tennis étaient de ceux-là, Hoad estimait aussi que Gonzales était le roi (et Rosewall lui-même ne se considérait pas comme le meilleur). D'autres pensaient (pensent) que les succès de Rosewall dans les plus grands tournois suffisent pour lui accorder la première place : Robert Geist qui classa ex æquo les deux joueurs propose un bon compromis entre les opinions divergentes.
Après dix longues années à parcourir le monde avec sa raquette, Rosewall décida de prendre de longues vacances pour profiter de sa famille : il ne disputa aucune compétition dans la première moitié de 1961 même s'il s'entraîna avec Hoad quand les professionnels tournèrent en Australie : Gonzales de retour aux affaires, après ses 7 mois 1/2 de retraite, remporta une nouvelle tournée mondiale aux dépens de Hoad, Olmedo (qui avait remplacé Rosewall souhaitant se reposer), Gimeno et les deux nouvelles recrues MacKay et Buchholz (Segura, Trabert, Cooper et Sedgman remplacèrent au pied levé les joueurs blessés, en particulier Sedgman disputa toute la 2e partie de la tournée face à MacKay).
Rosewall revint sur le circuit en été et remporta les deux plus grands évènements tennistiques de 1961 et de loin puisque bénéficiant d'une (petite) tradition et de la venue de tous les meilleurs joueurs du monde : les Internationaux Professionnels de France (« French Pro ») à Roland Garros sur terre battue et le tournoi pro de Wembley en indoor sur bois. À l'époque les deux tournois se disputaient à la file sur les deux surfaces les plus extrêmes puisque la terre battue est la plus lente et le bois la plus rapide (la dernière compétition internationale qui s'est disputée sur cette surface fut la rencontre Paraguay-France de 1985). À Roland Garros Rosewall enleva le titre à Gonzales en finale 2-6 6-4 6-3 8-6 et à Wembley l'Australien domina Hoad, vainqueur de Gonzales en demi-finale.
Après avoir gagné sur terre battue et sur bois Rosewall clôtura sa saison en gagnant sur herbe aux Championnats Professionnels de Nouvelle-Galles du Sud à Sydney démontrant ainsi cette année-là qu'il était le plus complet des joueurs et donc le meilleur.
Robert Roy de L'Équipe, Kléber Haedens et Philippe Chatrier de Tennis de France, Michel Sutter (qui a notamment écrit « Vainqueurs 1946-1991 Winners » et une version plus courte mais actualisée, « Vainqueurs 1946-2003 Winners »), Christian Boussus (finaliste de Roland Garros amateur 1931), Peter Rowley, Robert Geist, Tony Trabert, John Newcombe, Rod Laver et aussi le New York Times le magazine américain World Tennis considéraient que Rosewall était désormais le nouveau no 1 mondial.
Dès lors il a complètement dominé le circuit professionnel : non seulement il a conservé ses couronnes de Wembley et de Roland Garros qui furent encore en 1962 les deux événements majeurs du circuit et de loin mais il a aussi remporté 5 des 6 autres plus grands tournois (Adelaide, Melbourne, Genève, Milan et Stockholm). Il a donc gagné 7 des 8 plus grands tournois de l'année : seul le tournoi de Zurich lui a échappé puisque Segura l'a battu en demi-finale avant de succomber à son tour en finale face à Hoad. De plus Rosewall a empoché deux autres mini-tournois ainsi qu'une petite tournée en Nouvelle-Zélande.
Il semblerait que Rosewall n'a perdu que 8 matchs en 1962 face à Hoad (2 fois), Gimeno, Ayala, Buchholz, Segura, Anderson et Robert Haillet à Royan en tournée, ce dernier étant le premier Français de l'après-guerre a battre un véritable no 1 mondial en exercice (Darmon avait battu en 1956 Hoad qui n'était que no 1 amateur soit probablement 5e mondial toutes catégories).
Pour illustrer d'ailleurs la faiblesse du tennis amateur à la fin des années 1950 et au début des années 1960 il faut savoir qu'aucun des leaders amateurs, hormis peut-être Gimeno, entre Hoad et Laver, n'a réussi une grande carrière professionnelle : les meilleures places obtenus par Ashley Cooper, Mal Anderson, Rose, Olmedo, Buchholz, MacKay et Ayala chez les professionnels furent les 5es places de Buchholz en 1963 (selon Frank Sedgman en janvier 1964) et en 1964 selon le classement officiel par points des professionnels de cette année-là, cf. plus bas). Autre exemple édifiant : en janvier 1963 un grand amateur, Rod Laver (alors détenteur avec ses coéquipiers australiens de la Coupe Davis et vainqueur d'environ 21 tournois en 1962 dont ceux du Grand Chelem) a entamé sa carrière professionnelle. Sur ses 24 premiers matchs professionnels il n'en remporta que 2, prouvant une fois de plus la supériorité des meilleurs professionnels sur les meilleurs amateurs. En Australasie (Australie + Nouvelle-Zélande), sur gazon, Rosewall battit Laver 11 fois sur 13 et Hoad fut encore plus intraitable avec 8 victoires et aucune défaite. Laver prit ensuite part à une nouvelle tournée, aux États-Unis, avec toujours Rosewall mais sans Hoad qui ne fut pas choisi car sinon il y aurait eu trop d'Australiens pour le public d'outre-Atlantique. Vinrent aussi deux Américains, MacKay et Buchholz ainsi que Gimeno et Ayala. Laver entama cette nouvelle tournée par 3 défaites, 2 successives face à MacKay et la 3e face à Rosewall. Laver retrouva la saveur de la victoire lors de son match suivant face à Ayala.
Dans la première phase de 2 mois 1/2 de cette tournée, chacun des 6 joueurs affrontaient environ 8 fois chaque adversaire. Rosewall termina 1er (31 matchs gagnés - 10 perdus), Laver second (26-16), Buchholz troisième (23-18), Gimeno quatrième (21-20), MacKay cinquième (12-29) et Ayala sixième (11-30). En particulier contre Laver il remporta les 5 premières rencontres, remportant ainsi 12 matchs consécutifs contre son cadet, puis Laver enleva les 3 dernières rencontres. Ensuite la deuxième phase de la tournée, qui se termina fin mai, opposa le premier (Rosewall) au second (Laver) de la première phase pour désigner le vainqueur final (les troisième (Buchholz) et quatrième (Gimeno) de la première phase se rencontrant pour la 3e place définitive). Sur les 18 matchs de la phase finale, Rosewall prit le meilleur sur Laver en 14 occasions et donc accapara le trophée (Gimeno prenant la 3e place en battant Buchholz 11 à 7).
Le reste de la saison fut principalement réservée aux tournois. Dans les confrontations directes en tournois Rosewall fut beaucoup moins dominateur qu'en tournée puisqu'il ne domina Laver que 4 fois en 7 occasions mais ces statistiques sont trompeuses car Rosewall remporta les 3 plus importants matchs. En 1963 Rosewall enleva 5 tournois (comme Laver) dont les 3 plus importants de l'année à savoir chronologiquement l'U.S. Pro (Championnats professionnels des États-Unis) à Forest Hills (il est vrai sans Gimeno et Sedgman) sur gazon où il vainquit aisément Laver 6-4 6-2 6-2, le French Pro (Championnat professionnel de France) à ... Coubertin en indoor sur bois où sa victime fut une nouvelle fois Laver (plus tard dans son autobiographie, « The education of a tennis player » page 151, Laver loua son vainqueur « ...I played the finest tennis I believe I've ever produced, and he beat me (« ... J'ai joué le plus beau tennis de ma vie et pourtant il m'a battu ») », et Wembley Pro toujours sur bois (cette fois Rosewall domina Hoad en finale pour la 3e année consécutive). Pour la petite histoire le French Pro avait déménagé de Roland Garros à Coubertin. Rosewall a gagné son dernier tournoi de l'année aux Internationaux d'Italie à Rome. Rosewall a donc confirmé sa mainmise sur le circuit en remportant les plus grands tournois et les deux tournées auxquelles il a participé. Laver a néanmoins montré son grand talent et ses aptitudes en devenant le 2e joueur du monde grâce à ses finales à Coubertin et à Forest Hills ainsi que sa 2e place dans la tournée américaine. Sur l'ensemble de l'année 1963, Rosewall a battu Laver 38 matchs à 13. Ceci est un indice de plus montrant clairement que les meilleurs professionnels étaient presque à coup sûr les meilleurs joueurs tout court les années précédentes.
En 1964 Rosewall a encore remporté un très grand tournoi, le French Pro, son tournoi fétiche, une deuxième fois face à Laver sur bois. À la fin de la tournée en Afrique du Sud, Rosewall battit aussi Laver 6-4 6-1 6-4 dans un match défi que certains considéraient comme un match de Championnat du Monde, à Johannesburg, dans le stade d'Ellis Park. Dans le classement officiel par points des joueurs professionnels prenant en compte 17 (ou 18) tournois (7 points au vainqueur, 4 points au finaliste, 3 points au 3e, 2 points au quatrième et 1 point pour chaque quart-de-finaliste), Rosewall finit no 1 en 1964 avec 78 points, suivi par Laver no 2 (70 points), Gonzales no 3 (48 points), Gimeno no 4 (47 points), Buchholz no 5 (31 points), Hoad no 6 (29 points), Olmedo no 7 (26 points) et Ayala no 8 (7 points). Cependant ce classement ne tenait pas compte d'au moins 11 ou 12 autres tournois puisque McCauley a trouvé trace d'au moins 29 tournois professionnels disputés par au moins quelques-uns des meilleurs pros ainsi que certains tournois mineurs et des petites tournées et b) accordait le même nombre de points quel que soit le tournoi ce qui était injuste vis-à-vis des grands tournois où Laver fut globalement supérieur à Rosewall.
La majorité des témoins de l'époque (Joe McCauley, Robert Geist, Michel Sutter... parmi les journalistes et les joueurs eux-mêmes) approuvèrent ce classement par points puisqu'ils estimèrent que Rosewall fut le meilleur en 1964. Rod Laver lui-même après son triomphe sur Rosewall à Wembley déclara « I’ve still plenty of ambitions left and would like to be the World’s No.1. Despite this win, I am not that yet – Ken is. I may have beaten him more often than he has beaten me this year but he has won the biggest tournaments except here. I’ve lost to other people but Ken hasn’t. (J'ai encore plein d'ambitions à assouvir notamment la place de no 1 mondial. Malgré ma victoire ici je ne le suis pas encore car c'est Ken qui l'est toujours. Certes je l'ai battu plus souvent qu'il ne m'a battu cette année mais hormis ici il a remporté les plus grands tournois. J'ai aussi perdu contre d'autres joueurs contrairement à Ken.) ».
Laver a réussi une très grande saison et en réalité mérite au moins autant que Rosewall la 1re place en 1964. « Rocket » (le surnom de Laver) fut au moins l'égal de Rosewall dans bien des domaines : il remporta 2 très grands tournois : l'U.S. Pro (dans la banlieue de Boston) en dominant successivement Rosewall (victime d'une intoxication alimentaire) et Gonzales, et Wembley pro en battant Rosewall en finale dans l'un de leurs meilleurs matchs (quant à Gonzales, il a gagné l'U.S. Pro Indoors, à White Plains, probablement le 4e plus grand tournoi de cette année-là, en éliminant successivement Mal Anderson, Laver, Hoad et Rosewall). Laver fut l'égal de Rosewall dans les grandes confrontations, deux chacun (Coubertin et Johannesburg pour Rosewall, et l'US Pro et Wembley pour Laver).
Rosewall fut supérieur à Laver si on considère leurs confrontations avec leur plus grand rival en 1964 à savoir Gonzales puisque Rosewall a battu Gonzales 11 fois sur 14 alors que Laver a dû s'incliner 8 fois sur 13 face à Gonzales, son aîné de 10 ans. Mais Laver a gagné un tournoi de plus que Rosewall (en incluant les tournois à 4 joueurs), 11 à 10 mais surtout Laver fut clairement supérieur à son compatriote dans les confrontations directes mineures puisque le cadet a gagné dix fois sur onze ce qui donne un bilan global en 1964 de 12 victoires de Laver contre seulement 3 pour Rosewall. Le leadership commença donc à changer.
Si on ne considère que les 8 premiers mois et 1/2 de l'année 1965, Laver et Rosewall furent sensiblement égaux, le cadet remportant certes plus de tournois dont l'US Pro Indoors à New York et le Masters Pro à Los Angeles mais Rosewall frappant deux grands coups cet été-là en gagnant aisément l'U.S. Pro sur les courts en gazon du Longwood C.C (en banlieue de Boston) en dominant très aisément Gonzales, 6-3 6-2 6-4 puis Laver, 6-4 6-3 6-3 dans les derniers tours et à nouveau Laver, 6-3 6-2 6-4, cette fois en finale du French Pro sur les courts très rapides en bois de Coubertin. Mais dès la semaine suivante à Wembley et jusqu'à la fin de l'année Laver est devenu irrésistible obligeant Rosewall à reconnaître la suprématie de Laver.
1966 fut l'année de la plus grande rivalité entre les deux Australiens qui dominèrent largement tous les autres joueurs. Ils se partagèrent les 5 plus grands titres et les 5 plus grandes finales (ou 2e place). Rosewall remporta le tournoi le plus doté de l'histoire du tennis à cette date (25 000 USD) au Madison Square Garden ainsi que son cher French Pro à Coubertin à chaque fois en dominant Laver en finale, ce dernier prenant sa revanche en gagnant les autres très grands tournois de l'année : Forest Hills Pro (Rosewall second), l'U.S. Pro (en banlieue de Boston) et Wembley Pro (Rosewall finaliste dans les deux tournois). Sur les 20 principaux tournois du circuit, Laver en remporta 9, Rosewall 8 et Gimeno 3. En incluant les tournois mineurs Laver fut victorieux 15 fois, Rosewall 9 fois et Gimeno 6 fois. Dans les tête-à-tête, Rosewall et Laver remportèrent chacun 7 matchs. Rosewall restait le vice-roi indiscutable de la planète tennis.
Le véritable déclin de Rosewall commença en 1967 car pas mal de joueurs le dominèrent à plusieurs reprises (il est probable que le French Pro de 1965 fut le sommet de la carrière de Rosewall et que Wembley, la semaine suivante, montra les premiers signes subtils de déclin de l'Australien). Non seulement Laver atteint l'apogée de sa carrière, devenu quasi invincible sur les surfaces rapides et le roi incontesté des pros mais Gimeno, auparavant régulièrement en retrait, menaça Rosewall pour la 2e place. Sur les 20 tournois principaux du circuit pro en 1967, 10 revinrent à Laver dont les 5 plus grands (U.S. Pro outside Boston, French Pro, Wembley Pro, Wimbledon Pro, Madison Square Garden, World Pro in Oklahoma, Boston Pro (à ne pas confondre avec l'U.S. Pro disputé à la périphérie de Boston), Newport R.R., Johannesburg Ellis Park, Coubertin Pro en avril (à ne pas confondre avec le French Pro disputé aussi à Coubertin, en octobre), 6 tournois furent gagnés par Rosewall (Los Angeles, Berkeley, U.S. Pro Hardcourt in St Louis, Newport Beach, Durban et Cape Town), 3 par Gimeno (Cincinnati, East London, Port Elizabeth) et 1 par Stolle (Transvaal Pro). Si on considère l'ensemble des tournois, la suprématie de Laver fut encore plus évidente : 1) Laver 18 tournois plus deux tournées mineures, 2) Rosewall 7 tournois, 3) Stolle 4 tournois et 4) Gimeno 3 tournois. Dans les confrontations directes Rosewall fut mené par Laver 8-5 et partagea les victoires avec Gimeno 7-7 (Gimeno-Laver : 4-12).
Avant 1967 Gimeno avait toujours été dominé par Rosewall dans les confrontations directes mais cette année-là ils firent jeu égal (Rosewall a battu Gimeno à Los Angeles, Madison Square Garden, St Louis, Newport, Johannesburg (match défi), Durban et Wembley tandis que Gimeno s'est avéré le meilleur à Cincinnati, l'U.S. Pro, East London, Port Elizabeth, Johannesburg (tournoi), Marseille, le French Pro). Ayant gagné beaucoup plus de tournois que Gimeno, Rosewall méritait néanmoins la deuxième place derrière Laver, ce dernier étant devenu pour la première année le numéro 1 de très loin après les années 1964 à 1966 où la rivalité entre les deux Australiens avait été très forte.
Interdit des épreuves traditionnelles pendant 11 ans et 4 mois (soit 11 Coupes Davis, 11 Wimbledon amateurs, 11 Forest Hills amateurs, 11 Roland Garros amateurs, 12 Internationaux d'Australie amateurs) de janvier 1957 au 30 mars 1968, Rosewall a atteint son meilleur niveau pendant cette période (en particulier entre 1960 et 1966) en remportant au moins 62 tournois (en incluant 16 tournois de moins de 8 joueurs) et au moins 7 tournées.

### La carrière «mi-open»-«mi-closed»: 30 mars 1968 - juillet 1972

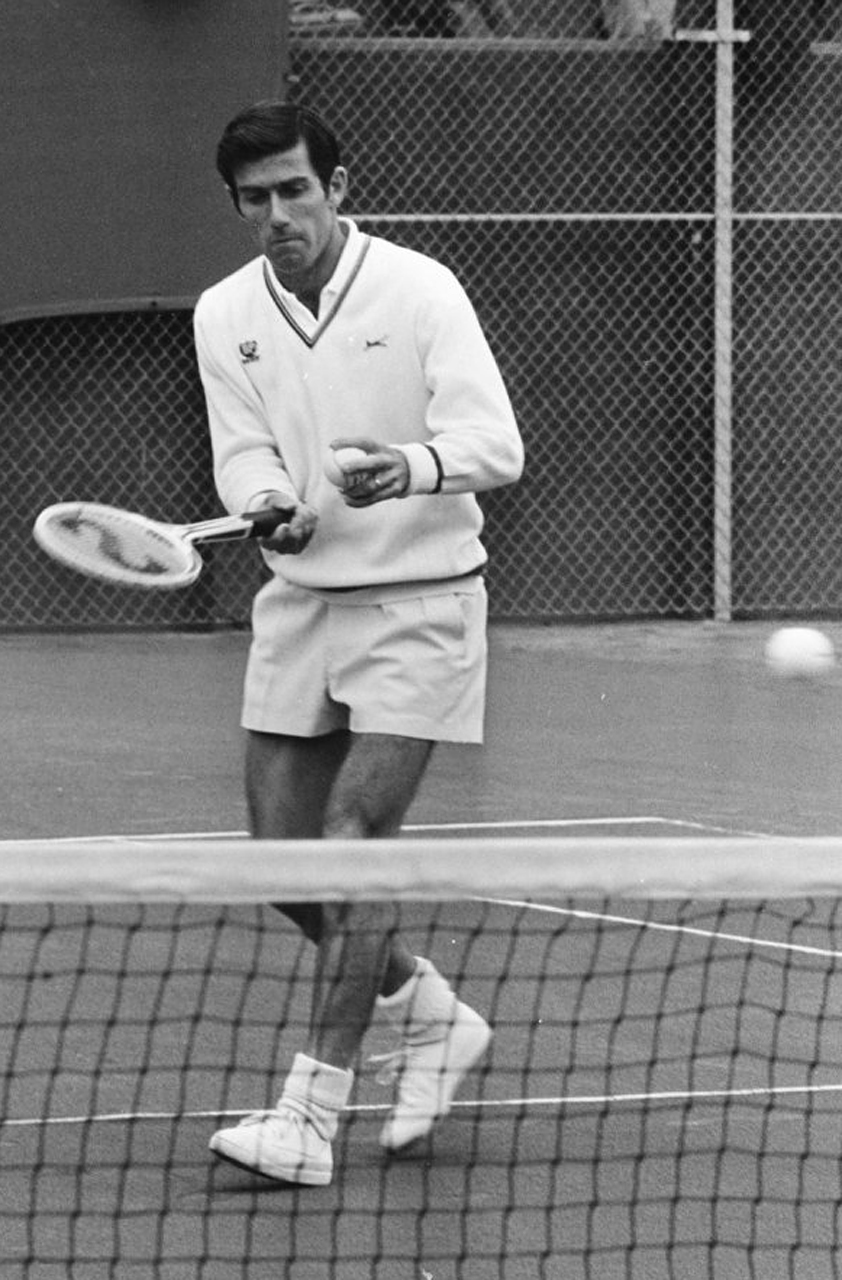
Ken Rosewall en 1970.

En 1968 il y avait différentes sortes de joueurs :
- les joueurs officiellement amateurs, soumis à la volonté de la Fédération internationale et de leur Fédération nationale, qui pouvaient jouer les compétitions amateurs ainsi que les épreuves « Open » mais sans toucher officiellement de l'argent ;

- les joueurs « autorisés » (the registered players, traduction littérale, les joueurs « enregistrés », « inscrits ») qui dépendaient aussi des fédérations internationale et nationale et donc susceptibles d'être sélectionnés en Coupe Davis et de disputer les épreuves amateures ; comme les amateurs ils ne pouvaient s'inscrire dans les épreuves professionnelles mais contrairement aux amateurs ils étaient autorisés à toucher les prix des épreuves open. En septembre 1968, la finale de l'US Open opposa un joueur « autorisé », Tom Okker, à un joueur amateur, Arthur Ashe. L'Américain ne toucha rien si ce n'est des frais de déplacement et d'hébergement. Quant à Tom Okker, bien qu'ayant perdu cette finale, il reçut le prix du vainqueur ;

- les professionnels sous contrat avec la National Tennis League (NTL) qui devaient jouer en priorité les tournois professionnels NTL ;

- les professionnels sous contrat avec World Championship of Tennis (WCT) qui devaient jouer en priorité les tournois professionnels WCT (au début de l'ère Open Dave Dixon, alors patron de WCT, interdit à ses joueurs de disputer des tournois où figuraient des concurrents de la NTL : il n'y eut aucun joueur WCT aux deux premiers tournois open de 1968, Bournemouth et Roland Garros car les joueurs NTL étaient présents). Le premier tournoi où des joueurs NTL et WCT s'affrontèrent fut le tournoi professionnel de l'U.S. Pro, organisé à Longwood dans la banlieue de Boston en juin 1968 entre Roland Garros Open et Wimbledon Open ;

- les professionnels indépendants (Hoad, Ayala, Owen Davidson, Mal Anderson...).

En 1968, il y avait donc a) un circuit amateur avec notamment la Coupe Davis (événement « closed » c'est-à-dire « fermé » à tous les professionnels sous contrat jusqu'en 1972 inclus) et les Championnats d'Australie, b) deux circuits pro, celui de la WCT et celui de la NTL, qui se rejoignirent pour 4 tournois, c) un circuit open d'un peu plus de 10 tournois).
De nombreuses compétitions furent réservés aux amateurs entre 1968 et 1972.
Deux tournois se démarquèrent en 1968 : Wimbledon (avec un tableau de 128 joueurs) et l'US Open (avec 100 joueurs), disputés sur herbe, où tous les meilleurs furent présents.
Ensuite figure probablement le premier Roland Garros Open où manquaient quelques grands joueurs comme les 8 joueurs WCT (dont Newcombe et Roche) et aussi Santana et le joueur « autorisé » Okker mais tous les pros NTL (Laver, Rosewall, Gimeno, Gonzales, Emerson et Stolle) ainsi que la majorité des meilleurs amateurs disputèrent l'épreuve.
Le Pacific Southwest Open à Los Angeles peut revendiquer la quatrième position (64 joueurs, disputé sur dur) car ce fut le seul tournoi (hormis Wimbledon et l'US Open) qui accueillit tous les meilleurs joueurs du monde.
Enfin derrière ces quatre tournois, probablement les plus importants (dans le désordre) furent Queen's Open (la finale Graebner-Okker fut annulée à cause de la pluie qui d'ailleurs retarda considérablement les matchs à Wimbledon), et les grands tournois réservés aux professionnels où les deux organisations (NTL et WCT) se rejoignirent comme l'U.S. Pro, le French Pro (de retour à Roland Garros, disputé quelques jours après Wimbledon Open et donc quelques semaines après Roland Garros Open) et le Jack Kramer Tournament of Champions à Wembley (voir aussi le tournoi professionnel à 8 joueurs du Madison Square Garden en décembre avec les 4 meilleurs professionnels de chaque organisation).
Dans ce contexte compliqué Rosewall participa en 1968 à presque tous les tournois pro NTL, ainsi qu'aux quatre tournois « NTL-WCT » et enfin à quelques tournois. Ainsi à 33 ans et 5 mois, soit déjà à un âge fort avancé pour un sportif, il disputa le 1er tournoi de l'ère open à Bournemouth sur terre battue (dans ce tournoi figuraient tous les pros NTL (mais aucun de la WCT) et parmi les amateurs il y eut principalement des locaux) : Rosewall enleva le tournoi aux dépens de Gimeno et Laver. Dans le second tournoi open de l'année Rosewall confirma son statut de roi de la terre battue depuis 1958 (si on excepte 1959 et 1966 où respectivement Trabert et Gimeno furent probablement les meilleurs) en battant à nouveau ses dauphins sur la surface, Gimeno en cinq sets difficiles et Laver en quatre dans un match considéré comme un des meilleurs de l'histoire sur cette surface.
Puis il connut par la suite quelques mauvaises défaites subies face à des jeunes recrues professionnelles comme Tony Roche (sur herbe à l'U.S. Pro puis à Wimbledon), Newcombe (au French Pro à Roland Garros sur terre battue) ou face au joueur « autorisé » (« registered ») Okker toujours sur gazon à l'U.S. Open).
Mais sa fin d'année fut meilleure : il atteignit les demi-finales de l'U.S. Open, il ne perdit qu'en finale du Pacific Southwest Open à Los Angeles face au meilleur joueur de l'époque, Rod Laver, après avoir éliminé le tout frais vainqueur de l'U.S. Open, Arthur Ashe, 6-3 6-2. Enfin en novembre il remporta le Jack Kramer Tournament of Champions à Wembley en prenant sa revanche sur Newcombe. À 34 ans Rosewall fut encore considéré comme le 3e joueur du monde derrière Laver et Ashe par Lance Tingay et Bud Collins.
Son véritable déclin, commencé en 1967, s'est confirmé en 1969 : Laver, dans son autobiographie The education of a tennis player, expliquait que Rosewall en 1969 n'avait pas spécialement décliné physiquement, ses réflexes étant encore vivaces, mais qu'après près de vingt ans à écumer les courts du monde entier, ses nerfs devenaient fragiles. Cette année-là Rosewall céda sa couronne de meilleur joueur du monde de terre battue puisqu'au deuxième Roland Garros de l'ère Open il domina certes un grand « terrien », Tony Roche (futur entraîneur de Lendl et de Federer), en demi-finale mais il dut s'avouer vaincu en finale face à Laver qui ainsi empochait le titre. Le déclin de Rosewall fut manifeste sur toutes les surfaces car il ne remporta que 3 tournois cette année-là : il ne fut classé que 5e mondial par Bud Collins et Tingay.
Ayant remporté à 35 ans presque toutes les grandes compétitions sauf Wimbledon, ce tournoi devint la grande priorité de Rosewall dans les années 1970. La raison évidente qui a empêché Rosewall de remporter cette épreuve fut l'interdiction qu'il eut de fouler le gazon du Temple pendant 10 éditions consécutives, de 1957 à 1966, car il était professionnel. En particulier de 1961 à 1965 (hormis peut-être en 1964) il fut le meilleur joueur du monde sur gazon avec pour sommet ses triomphes à l'U.S. Pro 1963 sur Laver battu 6-4 6-2 6-2 et à l'U.S. Pro 1965 sur Gonzales 6-3 6-2 6-4 et sur Laver dominé 6-4 6-3 6-3. En 1967, Rosewall et 7 autres professionnels furent invités dans un tournoi professionnel à Wimbledon sponsorisé et télévisé par BBC2, deux mois après le traditionnel tournoi amateur. Ce tournoi ayant un succès colossal pour l'époque, incita David Herman alors patron de Wimbledon à ouvrir le tournoi à tous les joueurs, amateurs et professionnels. Dans le tournoi pro Rosewall atteignit la finale une fois de plus (portant ainsi son total à 5 finales et non 4 comme écrit partout (Laver ayant battu Rosewall lors de cette finale, est donc détenteur de 5 titres : 2 amateurs, 1 pro et 2 open).
Sachant qu'il pouvait encore dans l'ère Open atteindre les derniers tours de Roland-Garros et vu son grand âge finir ainsi très fatigué, trop même pour jouer correctement à Wimbledon comme il en fait l'expérience en 1968 et 1969 (défaites ces années-là au 4e et au 3e tour), Rosewall décida dès lors de ne plus disputer le tournoi de Roland Garros dans les années 1970 pour arriver le plus frais et reposé possible à Wimbledon.
Étant sous contrat avec la NTL début 1970, Rosewall ne joua pas l'Open d'Australie (par contre les joueurs WCT y allèrent) car McCall, le boss de NTL, ainsi que ses joueurs pensaient, à juste titre que les prix attribués étaient dérisoires pour un tournoi du Grand Chelem (10 760 $ alors que le tournoi de Philadelphie qui suivait quelques jours plus tard proposait 60 000 $). 2 mois plus tard, en mars, fut organisé au même endroit, le stade White City de Sydney, un tournoi, sponsorisé par Dunlop, avec donc beaucoup plus d'argent à la clé et une date qui convenait mieux : le tableau fut bien plus dense puisque la plupart des meilleurs furent présents en particulier tous les pros NTL. Vinrent même des joueurs qui ne faisaient habituellement jamais de voyage dans l'hémisphère sud comme Nastase (celui-ci n'a jamais disputé un tournoi en Australie avant 1981 (Victorian et Australian Open), une année où il était déjà très loin de son meilleur niveau, si on excepte cette incursion au tournoi Dunlop de Sydney de mars 1970). Beaucoup à l'époque considérèrent ce tournoi comme le véritable Australian Open bien que non officiel. Les meilleurs du tournoi officiel de janvier (notamment le vainqueur Ashe) ne s'illustrèrent pas dans le tournoi Dunlop : Rosewall atteignit la finale battu en 5 sets par Laver dans ce qui est considéré comme un des meilleurs matchs (sur gazon) disputés sur le sol australien.
Roland Garros qui suivit présenta un tableau particulièrement faible puiqu'aucun des 24 joueurs WCT ne foula le stade (WCT venait d'absorber la NTL) : Rosewall fut donc absent mais l'aurait été de toute manière pour la raison expliquée auparavant.
Wimbledon par contre fut le rendez-vous annuel de tous les meilleurs. Cette fois Rosewall en pleine forme pour ses 35 ans 1/2, arriva en finale (après ses déceptions des deux années précédentes) et poussa le jeune Newcombe, de 9 ans 1/2 son cadet, aux 5 sets mais ne remporta pas le titre. 2 mois plus tard à l'US Open (avec Wimbledon le seul tournoi du Grand Chelem avec la plupart des meilleurs), Rosewall prit une revanche amère sur le gazon de Forest Hills puisqu'il domina Newcombe en 3 sets secs en demi-finale avant de dominer Roche en finale.
Pour lutter contre les promoteurs de la NTL et de WCT qui contrôlaient leurs joueurs et en particulier ne les laissaient pas jouer où ils souhaitaient (un Newcombe ou un Stolle ne pouvait pas choisir ses tournois à l'époque, Kramer inventa en décembre (probablement) 1969 le circuit du Grand Prix ouvert à tous les joueurs. Le premier circuit du Grand Prix, comprenant 20 tournois, débuta le 27 avril 1970 à Bournemouth et finit le 1er décembre avec le tournoi de Stockholm. Ces tournois accordaient des points en fonction de leur catégorie et des performances des joueurs. Les 6 joueurs ayant accumulé le plus de points furent invités à un tournoi final, organisé pour la première fois, appelé le Masters, disputé en décembre 1970. Tous les amateurs et les professionnels indépendants (pas sous contrat) s'investirent complètement dans ce nouveau circuit alors que les pros sous contrat devaient d'abord jouer les tournois qui leur étaient réservés et seulement ensuite pouvaient jouer quelques tournois du Grand Prix (par exemple Roy Emerson termina 3e au classement des gains parce qu'il s'était (et avait dû) se concentrer sur les tournois du circuit NTL-WCT alors qu'il finit seulement 20e du circuit du Grand Prix. Néanmoins Laver et Rosewall réussirent bien sur les deux circuits puisqu'ils terminèrent aux deux premières places des gains et se qualifièrent aussi pour le Masters. Les trois premiers du classement final du Grand Prix furent 1) Cliff Richey (pro indépendant), 2) Arthur Ashe (pro indépendant), 3) Ken Rosewall (pro sous contrat).
Ainsi qualifié, Rosewall termina à la 3e place de l'épreuve derrière 1) Stan Smith, le vainqueur (employé de l'U.S. Army qui dut servir son employeur juste après le Masters fin décembre 1970 jusqu'en avril 1971, manquant ainsi tous les tournois de cette période et notamment l'Australian Open en mars 1971) et 2) son bourreau de 1970, Laver.
Néanmoins après son déclin régulier et avéré de 1967 à 1969, 1970 vit un Rosewall rajeuni qui fut à deux doigts de remporter les deux plus grandes épreuves de l'année.
Aucun joueur n'a véritablement dominé l'année 1970, divers arguments peuvent être apportés pour désigner le champion du monde.
Certaines personnes dont Newcombe lui-même ainsi que le panel de journalistes qui constitua la liste des joueurs WCT de 1971, considérèrent Laver comme le meilleur en 1970 car il a gagné beaucoup plus de tournois (13), beaucoup plus d'argent que les autres et aussi parce que son bilan dans les tête-à-tête avec les meilleurs était excellent (il a battu Rosewall 5 fois sur 5 en 1970 (Dunlop Open at Sydney, St. Louis WCT, New York (Tennis Champions Classic), Louisville et Masters à Tokyo) et Newcombe 3 fois sur 3 (Queen's Club, Louisville, Los Angeles). À son passif « Rocket » a lamentablement échoué dans les 2 très grandes épreuves de l'année en perdant à chaque fois en huitièmes de finale à Wimbledon et à Forest Hills.
D'autres témoins, comme Joe McCauley (du magazine US « World Tennis ») ou Lance Tingay, classèrent Newcombe premier parce qu'il a gagné la plus grande compétition, Wimbledon (Rosewall fut classé no 2 par les deux journalistes, Laver respectivement no 3 et no 4, Roche respectivement no 4 et no 3).
Enfin si on considère que Wimbledon et Forest Hills furent les deux grands événements de 1970 alors le choix du numéro 1 mondial se porte uniquement sur Newcombe (le vainqueur de Wimbledon) et Rosewall (le vainqueur de Forest Hills). Dans ce cas, si on exclut le 5e set perdu par Rosewall contre Newcombe à Wimbledon, la quasi-totalité des statistiques sont favorables à Rosewall :
- dans les deux tournois du Grand Chelem chacun gagna un match contre l'autre mais Newcombe décrocha le plus grand titre (avantage Newcombe) et Rosewall remporta le plus de sets (5-3) (avantage Rosewall)

- Rosewall termina 3e du circuit du Grand Prix; Newcombe finit 7e et donc ne se qualifia pas pour le Masters puisque seuls les 6 premiers étaient admis. Rosewall termina aussi 3e du Masters (avantage Rosewall)

- Dans les autres tournois ayant les tableaux les plus denses (US Pro indoor à Philadelphia, US Pro en banlieue de Boston, Dunlop Open à Sydney, Pacific Southwest à Los Angeles et Wembley) les deux joueurs furent quasiment égaux : Rosewall fut finaliste à Sydney et demi-finaliste à Wembley tandis que Newcombe atteignit la finale à Los Angeles et les demi-finales à Philadelphia.

- Dans le circuit Pro (the Tennis Champions Classic et le circuit WCT) Rosewall fut meilleur que Newcombe. Dans « Tennis Champions Classic » une succession de matchs défis, Newcombe joua et perdit ses deux matchs contre le vieux Gonzales (6-4 6-4 6-2) et le vieux ... Rosewall (5-7 7-5 6-1 6-2) alors que ce dernier termina second de l'épreuve en remportant 4 matchs pour 2 défaites. Dans le circuit WCT Rosewall gagna 2 tournois et Newcombe 1 seul (avantage Rosewall)

- Tous circuits confondus Rosewall empocha 6 tournois sur 24 et Newcombe 4 sur 24 (léger avantage à Rosewall).

- Rosewall a battu Newcombe 5 fois sur 6 en confrontation directe (la seule défaite de Rosewall eut lieu à Wimbledon et encore dans le set décisif) (très net avantage à Rosewall).

- Enfin Rosewall a gagné 140 455 $ contre seulement 78 251 $ pour Newcombe.

Judith Elian du quotidien sportif français L'Équipe, approuva probablement ces statistiques car elle classa Rosewall numéro 1 devant Newcombe. Le panel d'experts de la 'Martini and Rosso' Cup désigna aussi Rosewall no 1 mondial de justesse devant Laver.
Finalement une autre opinion fut aussi exposée qui est probablement le meilleur compromis entre les diverses opinions exprimées : les trois Australiens tous classés 1ers ex æquo comme Robert Geist l'a écrit dans son livre Der Grösste Meister Die denkwürdige Karriere des australischen Tennisspielers Kenneth Robert Rosewall.
Après ses finales à Sydney et à Wimbledon et sa victoire à l'US Open en 1970, Rosewall continua en 1971 ses bonnes performances dans les grands tournois sur herbe. Un an après le premier Dunlop Open organisé à Sydney, Rosewall revint pour le deuxième tournoi Dunlop à Sydney, toujours au stade White City, cette édition étant cette fois l'officiel Australian Open qui eut lieu en mars 1971. Pour une fois les Championnats d'Australie méritèrent l'appellation « tournoi du Grand Chelem ». En 14 éditions « Open » (1969-1982) seuls celles de 1969 et de 1971 attirèrent une grande partie des meilleurs joueurs du monde. Étant sponsorisé par Dunlop en 1971 tous les joueurs WCT (y compris les anciens joueurs de la NTL qui avait été absorbée par la WCT au printemps 1970) firent le déplacement en Australie (Newcombe, Rosewall, Laver, Roche, Okker, Ashe (joueur WCT depuis le début de l'année), etc.) et quelques pros indépendants firent aussi le voyage (néanmoins manquaient à l'appel Smith (retenu par l'armée), Richey, Graebner ainsi que Nastase et Kodeš (ces deux derniers n'étant pas à l'époque les bons joueurs de gazon qu'ils deviendraient plus tard)). Dans ce tournoi Rosewall ne perdit aucun set et élimina successivement Roy Emerson, Tom Okker et Arthur Ashe dans les derniers tours, empochant ainsi son deuxième tournoi du Grand Chelem consécutif.
Comme la plupart (mais pas tous) des joueurs WCT, Rosewall ne disputa pas Roland-Garros (comme en 1970) et se consacra à nouveau à son objectif de fin de carrière, Wimbledon : en quarts de finale, il dut lutter près de quatre heures contre Richey, 6-8 5-7 6-4 9-7 7-5 tandis que Newcombe eu un match très facile contre Dibley, 6-1 6-2 6-3. Par conséquent, le vieux Rosewall fut une proie facile en demie pour le jeune Newcombe en pleine forme physique. Deux mois plus tard, bien que tenant du titre, Rosewall comme d'autres (mais pas tous) joueurs WCT (Laver, Gimeno, Emerson, Drysdale, Stolle, Roche...), fut absent à Forest Hills (évidemment à cause des conflits croissants entre la Fédération Internationale de Lawn Tennis (FILT) et l'organisation WCT mais aussi à cause des maladies de ses enfants).
En tant que professionnel sous contrat Rosewall ne pouvait toujours pas jouer la Coupe Davis et donc se concentra principalement sur le circuit WCT désormais organisé de manière semblable au circuit du Grand Prix (celui-ci principalement adressé aux professionnels indépendants) : 20 tournois (incluant l'Australian Open cette année-là), chaque tournoi offrant le même nombre de points et les 8 premiers du classement WCT par points étant invités dans un grand tournoi de 8 joueurs (le 21e tournoi donc), « the WCT Finals » (l'équivalent du Masters du Grand Prix, pour les joueurs WCT), organisé en novembre à Houston (quarts et demis) et à Dallas (finale).
Lorsque les joueurs WCT n'étaient pas sollicités sur leur circuit, ils pouvaient disputer des épreuves du Grand Prix gérées par la Fédération internationale de lawn tennis (FILT) (« Les officiels ») et plutôt réservées aux pros indépendants. En 1971 quelques tournois furent organisés par les deux organisations (par exemple le tournoi de Berkeley avec un tableau de joueurs plus dense que celui de l'US Open quelques semaines. Mais la guerre entre « Les officiels » et WCT s'est conclue par l'exclusion totale des joueurs WCT du circuit du Grand Prix à partir du 1er janvier 1972, ordonnée par la FILT.
Rosewall finit 3e du circuit WCT 1971 derrière Laver et Okker : qualifié donc pour les « WCT Finals » à 8 joueurs il empocha le titre, en prenant sa revanche sur Newcombe (qui avait éliminé Rosewall à Wimbledon) en quarts, en éliminant Okker en demis et en dominant Laver, 6-4 1-6 7-6 7-6, en finale dans ce qui fut considéré à l'époque comme leur meilleur match avec la finale de Sydney 1970 depuis leur finale de Roland Garros 1968.
Bien qu'il ait joué peu de tournois du Grand Prix en 1971, puisqu'il était un joueur WCT, Rosewall avait accumulé suffisamment de points Grand Prix pour jouer le Masters organisé environ dix jours après sa victoire aux « WCT Finals ». Il refusa l'invitation à Coubertin (site du Masters en 1971) car il était très fatigué par sa longue saison harassante et prit des vacances bien méritées de fin d'année (Newcombe connut exactement la même situation et étrangement les deux joueurs revinrent sur le circuit pour disputer le même tournoi, l'Australian Open 1972).
Rosewall a remporté 8 tournois et environ 78,4 % de ses matchs (76 sur 97) en 1971. Dans ses tête-à-tête, il fut mené par Newcombe 1-3 et Laver 2-3 mais domina Smith 1-0 (Rosewall n'a rencontré ni Kodeš ni Nastase cette année-là).
Collins, Elian ou Geist classèrent Rosewall troisième derrière Newcombe et/ou Smith. Tingay plaça Rosewall à la 4e place quant au statisticien du tennis, Rino Tommasi il classa Rosewall numéro 1 mondial et enfin la récompense Martini-Rossi fut attribuée conjointement à Smith et à Newcombe : comme l'année précédente, il n'y eut pas de roi indiscutable en 1971.
1972 connut donc un retour en arrière avec à nouveau des circuits complètement séparés puisque les événements traditionnels organisés par la FILT (et les fédérations nationales) du 1er janvier jusqu'en juillet furent une fois de plus interdites aux pros sous contrat de WCT : bien évidemment comme toujours la Coupe Davis mais aussi Roland Garros et Wimbledon. Les organisateurs de l'Australian Open 1972 firent un tour de passe-passe pour ne pas subir l'exclusion ordonnée par la FILT des joueurs WCT : ils commencèrent le tournoi le 26 décembre 1971, soit 6 jours avant la date effective d'exclusion des joueurs et le terminèrent le 2 janvier 1972. Ainsi tous les pros sous contrat (ainsi que les pros indépendants naturellement) purent jouer mais très peu de grands joueurs se déplacèrent. En déplaçant les dates de mars (1971) aux fêtes de fin d'année en décembre-janvier les organisateurs tuèrent pratiquement leur tournoi qui devint un tournoi ordinaire pendant plus de dix ans jusqu'en 1982 inclus. Un fragile accord fut conclu au printemps entre la FILT et WCT permettant ainsi aux joueurs WCT de revenir sur le circuit traditionnel en août (à Merion dans la banlieue de Philadelphia, les joueurs WCT Okker et Roger Taylor firent leur retour, ce dernier dominant les pros indépendants Connors et Malcolm Anderson dans les derniers tours) : ainsi l'U.S. Open, remporté par Ilie Nastase, fut le plus grand événement (de très loin) de l'année. Ce fut la seule compétition où tous les meilleurs sans exception furent présents (seul Tony Roche, l'actuel entraîneur d'un joueur suisse, souffrant d'un tennis elbow pendant la quasi-totalité des années 1971 à 1973, ne vint pas). Dans les derniers mois de 1972 deux autres tournois bénéficièrent d'un bon tableau avec à la fois des joueurs WCT et des joueurs indépendants : le Pacific Southwest Open à Los Angeles et dans une moindre mesure, Stockholm, tous deux remportés par Stan Smith.
Dans la plupart des classements établis pour l'année 1972 figuraient 6 ou 7 joueurs WCT parmi les 10 premiers (les 3 ou 4 pros indépendants du Top10 étaient Smith, Nastase, Orantes et quelquefois Gimeno (un ancien joueur NTL puis WCT, devenu indépendant en 1972)) : par conséquent les « WCT Finals » organisées en mai 1972 à Dallas furent considérés comme un des plus grands événements (si ce n'est le plus grand) de l'année après l'U.S. Open. Dans ce qui fut estimé comme un des deux meilleurs matchs de l'année (avec la finale de Wimbledon) et aussi le meilleur match Rosewall-Laver de l'ère open (Laver écrivit dans son autobiographie que les deux Australiens ont disputé entre eux de meilleurs matchs lors des tournées pros obscures d'avant 1968, citant la finale du French Pro 1963 comme un sommet; Joe McCauley, témoin chanceux, pensait de même de leur finale de Wembley Pro 1964), Rosewall décrocha le dernier très grand titre de sa longue carrière sur le score de 4-6 6-0 6-3 6-7 7-6.
Du fait de l'exclusion ordonnée par la FILT, une fois de plus Rosewall ne put fouler le gazon de Wimbledon.

### La véritable carrière open: août 1972 - 1980 (1982)
Comme il l'est expliqué auparavant à partir d'août 1972 les joueurs purent enfin entrer dans presque tous les tournois qu'ils souhaitaient et ainsi la véritable ère Open a débuté (tous les meilleurs joueurs étant rassemblés à Forest Hills, ils en profitèrent pour créer leur syndicat afin de jouer là où bon leur semble puisque jusqu'à présent les joueurs amateurs ou les pros indépendants dépendaient du bon vouloir des dirigeants internationaux et nationaux et que les professionnels sous contrat étaient à la fois bannis du circuit traditionnel et forcés de jouer là où leurs patrons promoteurs le demandaient. Les joueurs syndiqués allaient avoir bientôt l'occasion d'exercer leur nouveau pouvoir dès l'été 1973.
Rosewall empocha 7 tournois en 1972 (en incluant le très faible Australian Open) et fut généralement classé 3e joueur mondial après Smith et Nastase par Judith Elian ou Lance Tingay ou Joe McCauley (Bud Collins intervertissant Nastase et Rosewall).

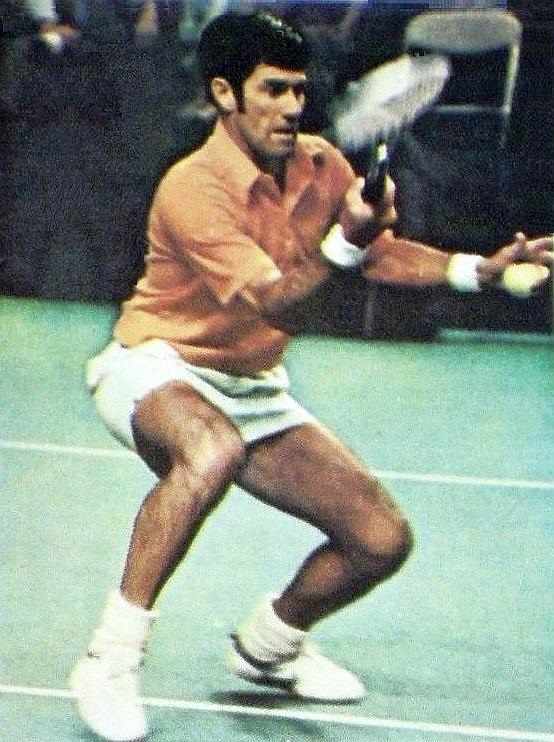
Ken Rosewall en 1973.

Le début de 1973 fut identique à la seconde moitié de 1972 pour Rosewall : un grand blanc. Après son élimination au 2e tour de l'U.S. Open 1972 (contre Mark Cox), il enregistra probablement la pire défaite de toute sa carrière contre Karl Meiler dans son premier match (second tour) de l'Australian Open de 1973 (une fois encore avec un tableau très faible puisque comme en 1972 seuls Rosewall et Newcombe parmi les joueurs du Top 20 participèrent). Plus important : entre mai 1972 (victoire à Dallas) et avril 1973 (victoire à Houston, River Oaks) Rosewall ne décrocha que deux petits tournois, Tokyo WCT (tournoi n'accordant aucun point pour la qualification aux WCT Finals) et Brisbane (en décembre 1972) où il fut le seul joueur du Top 20. Si 1967 fut la première année d'un déclin véritable mais relatif car ponctué de nombreux exploits, 1973 (et plus précisément « l'après Dallas 1972 ») fut le véritable commencement du déclin de Rosewall : bien qu'il resta encore un des meilleurs joueurs du monde pendant quelques années, il ne fut plus désormais capable de lutter pour la 1re place mondiale.
Pour la 12e fois Rosewall ne participa pas encore à Wimbledon mais contrairement aux 11 fois précédentes ce fut de son propre chef : c'est ici que les joueurs purent enfin s'exprimer librement pour la première fois dans l'histoire du tennis. Hormis 3 joueurs tous les joueurs de l'ATP boycottèrent le tournoi de Wimbledon afin de soutenir leur collègue Nikola Pilić suspendu par les Fédérations yougoslave et internationale. Rosewall comme ses autres collègues de l'ATP ne joua donc pas.
Ses meilleures performances en 1973 furent d'abord sa demi-finale à l'U.S. Open (comme en 1972 la plus grande compétition de l'année) et ensuite sa troisième place aux WCT Finals à Dallas (il fut battu par Ashe en demis puis vainquit Laver pour la 3e place). Il remporta aussi Houston WCT (déjà dit), Cleveland WCT, Charlotte WCT, Osaka et Tokyo.
1974 fut la première année depuis 1952 où Rosewall n'a pas gagné le moindre tournoi : il disputa 9 tournois (dont celui de Hong-Kong jamais terminé à cause de la pluie) et atteignit 3 finales dont celles de Wimbledon et de Forest Hills. Grâce à ces deux grosses performances Rosewall fut classé entre la deuxième place (Tingay) et la 7e (Collins) par beaucoup de journalistes (il ne fut que 8e au classement de l'ATP car il avait trop peu joué de tournois car il avait succombé aux charmes pécuniaires de l'« organisation » (« cirque » serait un terme plus approprié) World Team Tennis (WTT à ne pas confondre avec WCT).
Rosewall fit encore partie des 10 (selon l'ATP, Collins ou Tommasi) ou 15 meilleurs joueurs du monde en 1975 grâce à ses 5 victoires en tournois (Jackson, Houston-River Oaks, Louisville, Gstaad, Tokyo Gunze Open) et ses deux victoires en simple lors de la rencontre de Coupe Davis contre la Nouvelle-Zélande (la Coupe Davis fut enfin ouverte aux pros sous contrat en 1973 : cette année-là Rosewall fut sélectionné par Neale Fraser pour le double en demi-finale de l'épreuve). Rosewall vint une dernière fois à Wimbledon, à 40 ans passés, et comme lors de son premier Wimbledon Open (en 1968) il chuta au même tour (le 4e) face au même joueur (Tony Roche).
En 1976 Rosewall quitta définitivement le Top 10 mais resta dans le Top 20 grâce à ses 3 titres conquis à Brisbane, Jackson WCT et Hong-Kong (sur Nastase alors 3e joueur du monde).
1977 fut la dernière année de Rosewall dans le Top 20 : cela signifie qu'il a fait partie des meilleurs joueurs du monde chaque année pendant 26 ans (dans le Top 20 de 1952 à 1977 sans interruption). Il remporta les derniers tournois de sa carrière à Hong-Kong et à Tokyo (Gunze Open) quelques jours après son 43e anniversaire.
Il se retira graduellement pour conclure en octobre 1980 : à près de 46 ans, il participa à son dernier tournoi à Melbourne en indoor, en éliminant au premier tour Butch Walts, classé no 49 à l'ATP avant que Paul McNamee ne mette un terme à la sublime carrière de Kenneth Robert Rosewall. En 1982 il fit un retour très bref, à plus de 47 ans au championnat sur terre battue de Nouvelles Galles du Sud (New South Wales Hardcourt Championships), à Grafton du 10 au 14 février où il atteignit la finale de ce tournoi hors ATP (Grand Prix et WCT) en perdant 6-4 6-2 face à Brett Edwards.

## Caractéristiques de son jeu
Ken Rosewall est né dans une famille qui pratiquait le tennis d'autant plus assidûment qu'elle possédait un court dans sa propriété. Naturellement gaucher (il a toujours été plus puissant du bras gauche), il préférait malgré tout jouer son revers de la main droite et comme son père était opposé à toute utilisation de coups à deux mains, il a appris à jouer au tennis de la main droite. Son revers est devenu une référence dans l'histoire du tennis alors que son service n'a jamais été un coup naturel et n'a pas été aussi puissant que s'il avait opté pour la main gauche. Mesurant environ 1,70 m et pesant à peu près 61–63 kg), Ken Rosewall fut rapidement surnommé « Muscles » par ses coéquipiers de Coupe Davis pour plaisanter à propos de son petit gabarit. Néanmoins il était extrêmement rapide, agile, très endurant et en devenant professionnel, il a acquis une volée extraordinaire. Son meilleur coup fut le revers (généralement slicé), que l'on considère comme un des meilleurs de l'histoire si ce n'est le meilleur.
Grand-père de cinq petits-enfants, Ken Rosewall vit désormais au nord de Sydney, où il joue encore au tennis.
Il est membre du International Tennis Hall of Fame depuis 1980.
Dans son autobiographie de 1979, Kramer écrit que

« Rosewall was a backcourt player when he came into the pros, but he learned very quickly how to play the net. Eventually, for that matter, he became a master of it, as much out of physical preservation as for any other reason.  I guarantee you that Kenny wouldn't have lasted into his forties as a world-class player if he hadn't learned to serve and volley. » (« Rosewall était (encore) un joueur de fond de court lorsqu'il est passé pro mais il a appris très vite à jouer au filet. Il devint d'ailleurs un expert dans ce compartiment du jeu notamment afin de préserver son physique et pour diverses autres raisons. Je peux vous garantir qu'il ne serait pas resté un des meilleurs joueurs du monde au-delà de quarante ans s'il n'avait pas appris le jeu de service-volée.) »

Kramer, qui a toujours sous-estimé Rosewall, l'a quand même inclus dans sa liste des 21 plus grands joueurs de l'histoire publiée en 1979.
Pendant sa très longue carrière, Ken Rosewall fut rarement blessé, ce qui lui permit de gagner des tournois et de rester dans les quinze premiers jusqu'à l'âge de 43 ans. Le seul grand tournoi qui lui échappa fut Wimbledon car il y fut interdit 10 années de suite (1957-1966) pendant son apogée : il atteignit néanmoins cinq fois la finale (deux fois chez les amateurs, une fois chez les pros en 1967 et deux fois durant l'ère Open).
En 1974, Rosewall devint le plus vieux joueur à atteindre deux finales de tournois du Grand Chelem dans l'année (Wimbledon et US Open) à 39 ans et 310 jours.
En 1995, Gonzales dit de lui : « Il devint meilleur en vieillissant, plus complet. À l'exception de moi et de Frank Sedgman, il pouvait dominer n'importe qui. Avec son style de jeu, il a réussi à maîtriser Hoad, mais il avait quelques faiblesses du côté du coup droit et du service ». Sur 160 matchs contre Pancho Gonzales, il en remporta 59 et en perdit 101. Sur environ 70 matchs contre Lew Hoad, il en gagna environ 45 contre 25 pour son compatriote.

## Un des plus grands joueurs de l'histoire du tennis mais aussi un des plus sous-estimés
- Si vous ne connaissez pas le sujet, laissez ce bandeau (vous pouvez alors contacter les auteurs).
- Si vous supprimez le contenu mis en cause (vous pouvez préalablement contacter les auteurs),

argumentez précisément cette suppression dans la page de discussion
(un manque de référence n'est pas un argument ; une recherche réelle de référence doit avoir été effectuée, être formellement documentée).
Il est quasiment sûr que depuis 1948, pour une année donnée, le meilleur joueur du monde fut toujours un joueur professionnel. Sachant que les joueurs professionnels étaient interdits de toutes les compétitions traditionnelles organisées par la Fédération internationale (Coupe Davis, ...) ou par n'importe quelle Fédération nationale (tournois du Grand Chelem...) jusqu'en avril 1968 (voire en 1972), les plus grands exploits de ces joueurs sont soit complètement ignorés soit pratiquement oubliés parce qu'aujourd'hui les tournois du Grand Chelem étant les fondations du jeu actuel, toutes les grandes épreuves du passé sont oubliées.
Par exemple Budge en 1939 (et pas en 1938) ou Kramer en 1949 furent aussi impitoyables pour leur confrères que Federer au milieu des années 2000 mais comme ils furent à l'époque professionnels, ils n'apparaissent pas dans les palmarès de Wimbledon ou des Championnats des États-Unis ces années-là. Par conséquent, tous les grands joueurs qui ont accompli de grandes performances sur les circuits professionnels avant 1968 sont tous grandement sous-estimés : Ken Rosewall n'échappe pas à la règle.
Puisqu'il a atteint son apogée dans le circuit pro avant 1968 et parce qu'il fut dans l'ombre de grandes personnalités comme Hoad chez les amateurs ou Gonzales chez les pros, Rosewall est donc doublement et extrêmement sous-estimé. Ainsi en 1963 alors qu'en tant que numéro 1 mondial il dominait le circuit de la tête et des épaules, il se fit refouler au Madison Square Garden où il devait jouer, le portier ne croyant pas qu'un monsieur de 1,70 m pouvait être un grand sportif. La réponse très humble de Rosewall fut : « I am one of the players (je suis un des joueurs) ».
Beaucoup de gens ont demandé à Rosewall combien de tournois du Grand Chelem il aurait gagné si le tennis open avait existé de son temps et il dit : « It’s difficult to say. I could beat the good players and lost to the best players ... I wasn’t handicapped by any physical problems, so there’s good chance I would have won more Grand Slams ; C'est difficile à dire. Je pouvais battre de bons joueurs et perdre contre les meilleurs ... Je n'ai souffert d'aucun problème physique (pendant ma longue carrière) donc il est probable que j'aurais pu gagner plus de tournois du Grand Chelem) »; puis il ajouta de sa manière caractéristiquement modeste : « if not I would have gone pretty close (sinon j'en aurais été bien proche) ».
Il est clair que la réponse n'est pas aisée voire impossible. Mais une estimation grossière peut-être faite en distinguant deux périodes de la carrière de Rosewall, jusqu'en 1967 puis à partir de 1968.
Jusqu'en 1967 les plus grandes compétitions d'un point de vue sportif (mais pas forcément sur le plan du succès financier ou de la célébrité) étaient organisés dans le circuit professionnel. Il n'est donc pas stupide de penser que les succès de Rosewall chez les amateurs sont dévalués du fait de l'absence des professionnels alors que ses triomphes professionnels, presque toujours ignorés, sont en réalité ses plus grands succès sportifs. Sa victoire à Roland Garros amateur 1953 n'est pas extraordinaire, loin de là car les 4 meilleurs joueurs de l'époque, Kramer, Segura, Sedgman et Gonzales, étant tous professionnels, ne purent disputer le titre au jeune Rosewall. Par contre sa victoire dans le French Pro 1958, toujours dans le stade de Roland Garros, est complètement oubliée de nos jours alors que cette fois aux côtés de l'Australien figuraient Gonzales, Sedgman, Hoad, Segura et Trabert soit tous les meilleurs du moment : ce succès est celui à retenir et pas celui de 1953.
À partir de 1968 le tennis devint open mais de fréquentes disputes entre la FILT, les promoteurs NTL et WCT et le syndicat naissant de l'ATP provoquèrent des bannissements de joueurs de tournois ou même de circuits entiers. Ainsi en particulier beaucoup de tournois du Grand Chelem ont été victimes de ces conflits : Wimbledon 1972 fut interdit à tous les pros sous contrat avec la WCT, l'édition de 1973 fut boycotté par l'ATP ; les joueurs WCT (ayant juste englobé la NTL) ne disputèrent pas Roland Garros 1970, peu vinrent en 1971 et aucun ne fut autorisé à jouer l'édition 1972. Toujours pour des raisons conflictuelles quelques (mais pas tous) joueurs WCT snobèrent l'U.S. Open 1971 et enfin, presque tous les premiers Open d'Australie jusqu'en 1982 furent des tournois extrêmement ordinaires avec des tableaux d'une faiblesse affligeante : la raison principale fut leurs dates « repoussantes » pendant les fêtes de fin d'année à Noël et au Jour de l'An (éditions 1972 à 1982) ou leur dotation ridicule (en 1970 un peu plus de 10 000 dollars furent alloués aux simples et aucun joueur NTL ne vint alors que quelques jours plus tard tous les meilleurs participèrent au tournoi de Philadelphie qui proposait 60 000 dollars). Les seules éditions qui attirèrent une grande partie (mais pas tous) des meilleurs furent celles de 1969 (probablement car ce fut le 1er Open et donc opérait une certaine séduction) et de 1971 car elle fut bien dotée (par Dunlop) et qu'elle eut lieu en mars à une période bien plus propice.
Par conséquent une nouvelle épreuve dans le calendrier prit une grande importance au début des années 1970, plus grande que les faibles tournois du Grand Chelem cités juste auparavant : les Finales WCT (WCT Finals).
Tout ceci nous permet de déduire que Rosewall a probablement gagné environ 21 tournois majeurs comparable aux tournois du Grand Chelem de maintenant i.e. des tournois avec un minimum de tradition où tous ou presque tous les meilleurs joueurs participèrent.
Voici la liste proposée :
- Wembley Pro 1957, 1960, 1961, 1962, 1963

- New York City-Madison Square Garden Pro 1966

- French Pro 1958, 1960, 1961, 1962, 1963, 1964, 1965, 1966

- French Open 1968

- U.S. Pro 1963, 1965

- U.S. Open 1970

- Australian Open 1971

- WCT Finals 1971, 1972

N'apparaissent donc
ni ses succès dans les tournois amateurs du Grand Chelem (les Championnats amateurs d'Australie 1953 et 1955, Roland Garros amateur 1953 et les Internationaux amateurs des États-Unis 1956)
ni sa victoire à l'Australian Open 1972
ni ses victoires à Wembley Pro 1968 et à l'U.S. Pro 1971 (ces derniers tournois sont exclus car depuis 1968, avec enfin l'arrivée du tennis open, les plus grands tournois ne furent plus les tournois professionnels traditionnels comme Wembley Pro ou l'US Pro ou le French Pro mais (plus ou moins) les tournois du Grand Chelem Open et/ou les WCT Finals et le Masters).
Cette liste est bien meilleure que la liste de son record officiel de 23 tournois majeurs (voir records de titres au tennis) comprenant 4 tournois du Grand Chelem amateur (Australie 53, 55 - Roland Garros 53 - Forest Hills 56), 15 tournois professionnels majeurs jusqu'en 1967 (Wembley Pro 57, 60, 61, 62, 63 - French Pro 58, 60, 61, 62, 63, 64, 65, 66 - US Pro 63, 65) et 4 tournois du Grand Chelem Open depuis 1968 (Roland Garros 68, US Open 70, Australie 71, 72) parce que cette liste inclut des tournois dont le tableau était faible et exclut de plus grands événements.
Donc, dans l'histoire du tennis, seuls Djokovic, Nadal, Tilden, Gonzales ou Laver peuvent revendiquer autant ou davantage de grandes victoires que Rosewall.
(Il reste évidemment très difficile de comparer les époques ou les palmarès, de nos jours, sur ces mêmes critères de tournois qui rassemblent l'élite mondiale, on pourrait tout autant ajouter, aux titres de Grand Chelem, les titres de Masters 1000 qui rassemblent aujourd'hui systématiquement les meilleurs joueurs du monde).
Dans son autobiographie The education of a tennis player Laver écrivit que Rosewall fut le joueur le plus sous-estimé de l'histoire du tennis.
Laver dit aussi, dans le même livre, que, dans son esprit, Paris et Rosewall étaient aussi solidement liés que Sydney et les huîtres. Effectivement on peut remarquer que Rosewall est le recordman de titres en simple des Internationaux de France, 10 couronnes loin devant Borg (6 titres) et Cochet (ce dernier a 5, et pas 4, couronnes sur la tête car il a aussi remporté un French Pro, à Roland Garros, en 1936), un exploit de l'Australien quasiment ignoré aujourd'hui : 8 titres Pro, 1 titre Open et 1 titre Amateur. Six de ces tournois eurent lieu à Roland Garros sur terre battue donc Rosewall est aussi corecordman avec Borg des titres à Roland Garros, encore un autre record inconnu de l'Australien, et les 4 autres tournois se disputèrent au Stade Pierre de Coubertin, en indoor sur bois. Entre sa défaite à Roland Garros Pro contre Hoad pour la 3e place le 13 septembre 1959 et sa défaite en finale des Championnats Professionnels de Paris face à Laver le 9 avril 1967, Rosewall est resté invaincu à Paris, remportant 7 French Pro à la suite de 1960 à 1966.
Rosewall est aussi le joueur qui a remporté le plus de tournois Wembley Pro de l'ère pré-open (5) devant Gonzales (4) et Laver (4), tournoi qui fut souvent le plus important de l'époque. En rajoutant leurs victoires moins importantes à Wembley dans l'ère open, Rosewall et Laver ont remporté chacun 6 titres.
En dépit de tous ses grands succès, Rosewall est pratiquement toujours oublié dans les listes des plus grands joueurs de tennis de l'histoire bien qu'il ait complètement dominé la première moitié des années 1960 et en particulier quand il fut quasi invincible en 1962 et en 1963.

## Palmarès en simple (1951-1977): 133 tournois remportés au moins
Source:
Avant 1972 les résultats du tennis n'étaient pas systématiquement enregistrés comme maintenant avec la FIT (Fédération internationale de tennis) et l'ATP. Beaucoup ont été perdus, voire jamais sauvegardés. Malgré tout les plus importants ont été préservés. Actuellement on peut affirmer que Ken Rosewall a remporté au moins 132 tournois dans toute sa carrière (les données de l'ATP débutent seulement en 1968 et encore beaucoup de compétitions ne sont pas enregistrées jusqu'en 1970 et même après pas mal de tournois n'y figurent pas, exemples : le Dunlop Sydney Open en mars 1970 ou les New South Wales Championships en 1973 ou 1974).
Les dates indiquées ci-dessous sont relativement fiables mais quelquefois des différences de quelques jours apparaissent entre les sources (par exemple Joe McCauley propose le 20 septembre 1958 pour le French Pro tandis que Michel Sutter indique le 22 septembre) et d'autres fois seul le mois est connu mais pas le jour.

### Palmarès Amateurs (1951-1956)

#### Titres Amateurs (1951-1956): 26
|    | Année | Date               | Nom et lieu du tournoi                              | Surface      | Finaliste           | Score                   |
| -- | ----- | ------------------ | --------------------------------------------------- | ------------ | ------------------- | ----------------------- |
| 1  | 1951  | 26 dec-50 6 jan-51 | Sydney (Manly) Seaside Championships (Australie)    | Gazon        | James Gilchrist     | 6-1, 6-4                |
| 2  | 1953  | 8-17 janvier       | Australian Championships (Melbourne) (Australie)    | Gazon        | Mervyn Rose         | 6-0, 6-3, 6-4           |
| 3  | 1953  | 3-7 avril          | Perth Western Australian Championships (Australie)  | Gazon        | Don Candy           | 6-3, 6-4, 6-2           |
| 4  | 1953  | 23-31 mai          | Roland-Garros French Championships (France)         | Terre battue | Vic Seixas          | 6-3, 6-4, 1-6, 6-2      |
| 5  | 1953  | 15-21 septembre    | Los Angeles Pacific Southwest (États-Unis)          | Dur          | Vic Seixas          | 6-4, 1-6, 3-6, 6-1, 6-4 |
| 6  | 1954  | 15-18 avril        | Toowoomba Darling Downs (Australie)                 | Gazon        | Malcolm Anderson    | 6-4, 6-2                |
| 7  | 1954  | 31 mai-5 juin      | Manchester Northern Tournament (Angleterre)         | Gazon        | Rex Hartwig         | 6-2, 6-1                |
| 8  | 1954  | oct-nov.           | Toowoomba Championships (Australie)                 | Gazon        | Malcolm Anderson    | 6-4 (dernier set)       |
| 9  | 1954  | 24 nov-5 déc.      | Melbourne Victorian Championships (Australie)       | Gazon        | Vic Seixas          | 6-1, 4-6, 6-1, 7-5      |
| 10 | 1955  | 30 dec-54 8 jan-55 | Sydney (Manly) Seaside Championships (Australie)    | Gazon        | Malcolm Anderson    | 6-1, 6-4                |
| 11 | 1955  | 21-31 janvier      | Australian Championships (Adélaïde) (Australie)     | Gazon        | Lew Hoad            | 9-7, 6-4, 6-4           |
| 12 | 1955  | 9-16 avril         | Launceston Tasmanian Hard Court (Tasmanie)          | Terre battue | Neale Fraser        | 6-3, 5-7, 6-4, 2-6, 6-1 |
| 13 | 1955  | 13-18 juin         | Queen's Club (Londres) Championships (Angleterre)   | Gazon        | Lew Hoad            | 6-2, 6-3                |
| 14 | 1955  | 28 oct-6 nov.      | Brisbane Queensland Championships (Australie)       | Gazon        | Ashley Cooper       | 6-8, 6-4, 6-4, 6-4      |
| 15 | 1956  | 21 déc-2 janvier   | Sydney County of Cumberland (Australie)             | Gazon        | Paul Frankland      | 6-2, 6-4                |
| 16 | 1956  | 12-18 mars         | Wagga Wagga N.S.W. Hard Court (Australie)           | Terre battue | Neale Fraser        | 6-2, 6-4                |
| 17 | 1956  | 27 mars-2 avril    | Toowoomba Darling Downs (Australie)                 | Gazon        | P. Gaydon           | 6-1, 6-4                |
| 18 | 1956  | juillet            | Oskarshamn International (Suède)                    | ?            | Neale Fraser        | ?                       |
| 19 | 1956  | 8-15 juillet       | Båstad Swedish Championships (Suède)                | Terre battue | Kurt Nielsen        | 7-5, 6-3, 6-1           |
| 20 | 1956  | 16-22 juillet      | Travemünde International (Allemagne)                | Terre battue | Ladislas Legenstein | 8-6, 3-6, 6-0           |
| 21 | 1956  | 23-29 juillet      | Deauville Colonel Kuntz Cup (France)                | Terre battue | Marcel Bernard      | 6-1, 6-3, 11-9          |
| 22 | 1956  | 13-19 août         | Newport Casino Invitation (États-Unis)              | Gazon        | Hamilton Richardson | 6-0, 8-6, 6-2           |
| 23 | 1956  | 28 août-9 sep.     | US Championships (Forest Hills) (États-Unis)        | Gazon        | Lew Hoad            | 4-6, 6-2, 6-3, 6-3      |
| 24 | 1956  | 7-17 novembre      | Sydney N.S.W. Championships (Australie)             | Gazon        | Neale Fraser        | 6-4, 7-5, 6-4           |
| 25 | 1956  | 22 nov-1er déc.    | Adélaïde South Australian Championships (Australie) | Gazon        | Lew Hoad            | 6-1, 7-5, 6-1           |
| 26 | 1956  | 6-15 décembre      | Melbourne Victorian Championships (Australie)       | Gazon        | Lew Hoad            | 5-7, 7-5, 6-2, 4-6, 6-4 |

#### Finales perdues Amateur (1952-1956): 14
|    | Année | Date              | Nom et lieu du tournoi                            | Surface      | Vainqueur       | Score                    |
| -- | ----- | ----------------- | ------------------------------------------------- | ------------ | --------------- | ------------------------ |
| 1  | 1952  | avril             | Sydney Australian Hard Court (Australie)          | Terre battue | Lew Hoad        | 2-6, 6-1, 1-6, 6-2, 11-9 |
| 2  | 1953  | 16-21 juin        | Queen's Club (Londres) Championships (Angleterre) | Gazon        | Lew Hoad        | 8-6, 10-8                |
| 3  | 1953  | 12-22 novembre    | Sydney N.S.W. Championships (Australie)           | Gazon        | Lew Hoad        | 8-6, 4-6, 9-7, 10-8      |
| 4  | 1953  | 28 nov-8 déc.     | Melbourne Victorian Championships (Australie)     | Gazon        | Lew Hoad        | 9-7, 8-6, 3-6, 6-3       |
| 5  | 1954  | 20 juin-2 juillet | Wimbledon (Angleterre)                            | Gazon        | Jaroslav Drobný | 13-11, 4-6, 6-2, 9-7     |
| 6  | 1954  | 2-8 août          | South Orange Eastern Grass Court (États-Unis)     | Gazon        | Lew Hoad        | 6-3, 6-4, 6-3            |
| 7  | 1955  | 28 février-6 mars | Armidale N.S.W. Hard Court (Australie)            | Terre battue | Lew Hoad        | 6-3, 6-3                 |
| 8  | 1955  | 5-14 septembre    | US Championships (Forest Hills) (États-Unis)      | Gazon        | Tony Trabert    | 9-7, 6-3, 6-3            |
| 9  | 1955  | 14-20 novembre    | Sydney N.S.W. Championships (Australie)           | Gazon        | Lew Hoad        | 6-2, 6-3, 2-6, 6-1       |
| 10 | 1956  | 1-7 janvier       | Sydney (Manly) Seaside Championships (Australie)  | Gazon        | Lew Hoad        | 6-2, 6-1                 |
| 11 | 1956  | 21-30 janvier     | Australian Championships (Brisbane) (Australie)   | Gazon        | Lew Hoad        | 6-4, 3-6, 6-4, 7-5       |
| 12 | 1956  | 18-23 juin        | Queen's Club (Londres) Championships (Angleterre) | Gazon        | Neale Fraser    | 7-5, 3-6, 9-7            |
| 13 | 1956  | 24 juin-7 juillet | Wimbledon (Angleterre)                            | Gazon        | Lew Hoad        | 6-2, 4-6, 7-5, 6-4       |
| 14 | 1956  | 17-23 septembre   | Los Angeles Pacific Southwest (États-Unis)        | Dur ?        | Herbert Flam    | 4-6, 6-1, 5-7, 6-3, 7-5  |

### Palmarès Professionnels (1957-1968)

#### Titres Professionnels (1957-1967): 63
- (Carrière Pro : Ken Rosewall interdit de Coupe Davis et de tous les tournois du Grand Chelem)

|    | Année | Date               | Nom et lieu du tournoi                                     | Surface                   | Finaliste             | Score                     |
| -- | ----- | ------------------ | ---------------------------------------------------------- | ------------------------- | --------------------- | ------------------------- |
| 1  | 1957  | 25-28 septembre    | Tournoi de tennis de Wembley (Londres) Indoor (Angleterre) | Bois                      | Pancho Segura         | 1-6, 6-3, 6-4, 3-6, 6-4   |
| 2  | 1958  | 12-16 août         | Eastbourne Slazenger Pro (Angleterre)                      | Gazon                     | Tony Trabert          | 6-0, 6-2, 6-8, 2-6, 7-5   |
| 3  | 1958  | 15-20 septembre    | Roland Garros French Pro (France)1                         | Terre battue              | Lew Hoad              | 3-6, 6-2, 6-4, 6-0        |
| 4  | 1958  | 31 oct - 1er nov.  | Madrid Indoor Pro (Espagne)2                               | ?                         | Tony Trabert          | 6-3, 2-6, 10-8            |
| 5  | 1959  | 20-24 janvier      | Brisbane Pro Championships (Australie)                     | Gazon                     | Tony Trabert          | 6-2, 4-6, 3-6, 7-5, 6-1   |
| 6  | 1959  | 24-25 août         | Palerme Pro Championships (Italie)2                        | Terre battue              | Frank Sedgman         | 6-3, 6-1                  |
| 7  | 1959  | 15-19 décembre     | Brisbane Pro Championships (Australie)                     | Gazon                     | Pancho Gonzales       | 1-6, 7-5, 8-6, 8-6        |
| 8  | 1960  | 4-10 mai           | Melbourne Australian Pro Indoor (Australie)                | ?                         | Lew Hoad              | 6-3, 9-11, 8-10, 7-5, 6-3 |
| 9  | 1960  | 15-19 juin         | San Francisco Pro (États-Unis)                             | Dur ?                     | Lew Hoad              | 7-5, 7-5                  |
| 10 | 1960  | 23-27 juin         | Los Angeles Pro (États-Unis)                               | Dur                       | Lew Hoad              | 10-12, 6-3, 6-4           |
| 11 | 1960  | 12-18 septembre    | Roland Garros French Pro (France)1                         | Terre battue              | Lew Hoad              | 6-2, 2-6, 6-2, 6-1        |
| 12 | 1960  | 19-24 septembre    | Tournoi de tennis de Wembley (Londres) Indoor (Angleterre) | Bois                      | Pancho Segura         | 5-7, 8-6, 6-1, 6-3        |
| 13 | 1960  | 23-28 novembre     | Manille Jack Kramer Pro (Philippines)                      | Terre battue              | Andrés Gimeno         | 6-3, 6-4                  |
| 14 | 1961  | 12-17 septembre    | Roland Garros French Pro (France)1                         | Terre battue              | Pancho Gonzales       | 2-6, 6-4, 6-3, 8-6        |
| 15 | 1961  | 18-23 septembre    | Tournoi de tennis de Wembley (Londres) Indoor (Angleterre) | Bois                      | Lew Hoad              | 6-3, 3-6, 6-2, 6-3        |
| 16 | 1961  | 28 nov-3 déc.      | Sydney N.S.W. Pro (Australie)                              | Gazon                     | Butch Buchholz        | 6-4, 6-3, 6-1             |
| 17 | 1962  | 8-13 janvier       | Adélaïde South Australian Pro (Australie)                  | Gazon                     | Andrés Gimeno         | 7-9, 6-3, 12-10, 6-4      |
| 18 | 1962  | 14-20 janvier      | Melbourne Victorian Pro (Australie)                        | Gazon                     | Lew Hoad              | 6-3, 6-8, 6-0, 6-4        |
| 19 | 1962  | février            | Sydney Australian TV Series (Australie)3                   | Gazon                     |                       |                           |
| 20 | 1962  | mars ?             | Wellington Pro (Nouvelle-Zélande)2                         | Gazon                     | Andrés Gimeno         | 4-6, 6-2, 6-1             |
| 21 | 1962  | mars ? - avril ?   | Auckland Pro (Nouvelle-Zélande)2                           | Gazon                     | Andrés Gimeno         | 6-3, 6-2                  |
| 22 | 1962  | 28 août-2 sep.     | Genève Gold Trophy Pro (Suisse)                            | Terre battue              | Lew Hoad              | 6-3, 7-5                  |
| 23 | 1962  | 10-16 septembre    | Roland Garros French Pro (France)1                         | Terre battue              | Andrés Gimeno         | 3-6, 6-2, 7-5, 6-2        |
| 24 | 1962  | 17-22 septembre    | Tournoi de tennis de Wembley (Londres) Indoor (Angleterre) | Bois                      | Lew Hoad              | 6-4, 5-7, 15-13, 7-5      |
| 25 | 1962  | 24-29 septembre    | Milan Pro Championships (Italie)                           | ?                         | Andrés Gimeno         | 6-3, 6-2, 6-2             |
| 26 | 1962  | 8-12 octobre       | Stockholm Swedish Pro (Suède)                              | ?                         | Andrés Gimeno         | 3-6, 6-2, 7-5             |
| 27 | 1963  | 12-16 juin         | Los Angeles Adler Pro (États-Unis)                         | D                         | Rod Laver             | 14-12, 6-4, 6-3           |
| 28 | 1963  | 24-29 juin         | US Pro Championships Forest Hills (États-Unis)             | Gazon                     | Rod Laver             | 6-4, 6-2, 6-2             |
| 29 | 1963  | 9-15 septembre     | Paris-Coubertin French Pro (France)                        | Bois                      | Rod Laver             | 6-8, 6-4, 5-7, 6-3, 6-4   |
| 30 | 1963  | 16-21 septembre    | Tournoi de tennis de Wembley (Londres) Indoor (Angleterre) | Bois                      | Lew Hoad              | 6-4, 6-2, 4-6, 6-3        |
| 31 | 1963  | 28-30 septembre    | Rome Italian Pro Championships (Italie)                    | Terre battue              | Rod Laver             | 6-4, 6-3                  |
| 32 | 1964  | 9-11 janvier       | Melbourne Pro Championships (Australie)2                   | Gazon                     | Rod Laver             | 6-4, 6-4                  |
| 33 | 1964  | 1-8 juin           | Los Angeles Pro Masters (États-Unis)                       | Dur                       | Frank Sedgman         | 6-2, 6-4                  |
| 34 | 1964  | 9-14 juin          | Saint-Louis Volkswagen Pro (États-Unis)                    | Terre battue              | Pancho Gonzales       | 6-4, 6-3                  |
| 35 | 1964  | 23-28 juin         | Milwaukee Schiltz Pro (États-Unis)                         | ?                         | Pancho Gonzales       | 6-4, 3-6, 6-2             |
| 36 | 1964  | 5-6 août           | San Remo Pro Championships (Italie)2                       | Terre battue              | Butch Buchholz        | 6-1, 6-2                  |
| 37 | 1964  | 10-11 août         | Venise Pro Championships (Italie)2                         | Terre battue              | Andrés Gimeno         | 3-6, 6-2, 6-4             |
| 38 | 1964  | 12-16 août         | Cannes Pro Championships (France)                          | Terre battue              | Pancho Gonzales       | 6-3, 3-6, 14-12, 6-4      |
| 39 | 1964  | 8-13 septembre     | Paris-Coubertin French Pro (France)                        | Bois                      | Rod Laver             | 6-3, 7-5, 3-6, 6-3        |
| 40 | 1964  | 25-28 septembre    | Hanovre Pro Championships (Allemagne)                      | Terre battue              | Butch Buchholz        | 3-6, 6-3, 6-3             |
| 41 | 1964  | octobre            | Le Cap Western Province (Afrique du Sud)                   | Dur                       | Butch Buchholz        | 2-6, 6-3, 6-4             |
| 42 | 1965  | 12-16 janvier      | Brisbane Pro Championships (Australie)                     | Gazon                     | Rod Laver             | 6-8, 6-2, 6-4             |
| 43 | 1965  | 23-27 juin         | Reston Greater Washington Pro (États-Unis)                 | Terre battue (Har Tru ??) | Rod Laver             | 8-6, 6-1                  |
| 44 | 1965  | 30 juin-4 juillet  | Saint Louis Volkswagen Pro (États-Unis)                    | ?                         | Andrés Gimeno         | 3-6, 6-2, 6-2             |
| 45 | 1965  | 14-19 juillet      | US Pro Championships Chestnut Hill (États-Unis)            | Gazon                     | Rod Laver             | 6-4, 6-3, 6-3             |
| 46 | 1965  | 8-13 septembre     | Paris-Coubertin French Pro (France)                        | Bois                      | Rod Laver             | 6-3, 6-2, 6-4             |
| 47 | 1965  | 22-27 septembre    | Helsinki Scandinavian Pro (Finlande)                       | ?                         | Andrés Gimeno         | 6-3, 6-1                  |
| 48 | 1966  | 12-15 janvier      | Adélaïde South Australian Pro (Australie)                  | Gazon                     | Pierre Barthes        | 9-7, 3-6, 6-2             |
| 49 | 1966  | 24-26 janvier      | Sydney N.S.W. Pro (Australie)                              | Gazon                     | Andrés Gimeno         | 6-4, 6-2                  |
| 50 | 1966  | 21-26 mars         | New York (M.S.G.) Pro (États-Unis)                         | Bois                      | Rod Laver             | 6-3, 6-3                  |
| 51 | 1966  | 20-23 mai          | Casablanca Pro Championships (Maroc)                       | Terre battue              | Andrés Gimeno         | 6-3, 6-2                  |
| 52 | 1966  | 22-27 juin         | San Rafael Pro R.R. (États-Unis)                           | Dur ?                     | Rod Laver (2e)        | 31-29                     |
| 53 | 1966  | 6-10 juillet       | Newport Pro R.R. (États-Unis)                              | Gazon                     | Malcolm Anderson (2e) | 31-30                     |
| 54 | 1966  | 28 sep-2 oct.      | Paris-Coubertin French Pro (France)                        | Bois                      | Rod Laver             | 6-3, 6-2, 14-12           |
| 55 | 1966  | 8-12 octobre       | Benoni Pro Championships (Afrique du Sud)                  | Dur                       | Andrés Gimeno         | 7-5 (pro set)             |
| 56 | 1966  | 18-20 octobre      | Johannesburg Pro R.R. (Afrique du Sud)                     | Dur                       | Rod Laver (2e)        | 31-26                     |
| 57 | 1967  | 5 avril(1 journée) | Wembley (Londres) BBC2 Pro 2 (Angleterre)4                 | Bois                      | Dennis Ralston        | 6-4, 6-2                  |
| 58 | 1967  | 24-28 mai          | Los Angeles Pro Round Robin (États-Unis)                   | Dur ?                     | Rod Laver             | 6-2, 2-6, 7-5             |
| 59 | 1967  | 1-4 juin           | Berkeley Pacific Coast Pro (États-Unis)                    | Dur                       | Rod Laver             | 4-6, 6-3, 8-6             |
| 60 | 1967  | 14-18 juin         | Saint-Louis U.S. Pro Hard Court (États-Unis)               | Dur                       | Andrés Gimeno         | 6-3, 6-4                  |
| 61 | 1967  | 21-25 juin         | Newport Beach Pro (États-Unis)                             | Dur                       | Andrés Gimeno         | 6-3, 6-3                  |
| 62 | 1967  | 7-10 septembre     | Durban Natal Pro (Afrique du Sud)                          | Dur                       | Fred Stolle           | 6-4, 6-2                  |
| 63 | 1967  | 13-16 septembre    | Le Cap Western Province (Afrique du Sud)                   | Dur                       | Fred Stolle           | 6-1, 3-6, 6-3             |

- 1 : Championnat du monde professionnel sur terre battue.
- 2 : Tournoi à 4-Joueurs
- 3 : Défi King of the hill. Les joueurs défient chacun leur tour le vainqueur du dernier match. Rosewall fut celui qui gagna le plus de matchs.
- 4 : À ne pas confondre avec le tournoi majeur Wembley pro (Londres) Indoor.

#### Finales perdues Professionnel (1958-20 avril 1968): 49
|    | Année | Date                | Nom et lieu du tournoi                                     | Surface        | Vainqueur          | Score                     |
| -- | ----- | ------------------- | ---------------------------------------------------------- | -------------- | ------------------ | ------------------------- |
| 1  | 1957  | 26 juillet - 3 août | Los Angeles Masters Round Robin (États-Unis)               | Dur ?          | Pancho Gonzales1er |                           |
| 2  | 1958  | 26 mai (1 jour)     | Salt Lake City Pro Championshis (États-Unis)1              | ?              | Pancho Gonzales    | 10-8 (pro set)            |
| 3  | 1958  | 27 mai (1 jour)     | Boise Pro Championships (États-Unis)1                      | ?              | Pancho Gonzales    | 8-4 (pro set)             |
| 4  | 1958  | 16-24 juin          | Forest Hills T.O.C. (États-Unis)2                          | Gazon          | Pancho Gonzales1er | 19-17, 5-7, 6-4           |
| 5  | 1958  | 28 juin - 6 juillet | Los Angeles Masters Round Robin (États-Unis)               | Dur ?          | Pancho Segura1er   |                           |
| 6  | 1959  | 11-14 février       | Adélaïde South Australian Pro (Australie)                  | Gazon          | Lew Hoad           | 5-7, 7-5, 6-4             |
| 7  | 1960  | 1-7 janvier         | Melbourne Victorian Pro (Australie)                        | Gazon          | Lew Hoad           | 6-3, 10-8, 4-6, 15-13     |
| 8  | 1960  | 9-12 juin           | Santa Barbara Pacific Coast Pro (États-Unis)               | Dur            | Lew Hoad           | 6-1, 4-6, 6-3             |
| 9  | 1960  | 3-4 septembre       | Genève Pro Invitational (Suisse) 1                         | Terre battue   | Lew Hoad           | 6-4, 6-1                  |
| 10 | 1960  | 11-14 nov.          | Tokyo Japanese Championships (Japon)                       | ?              | Lew Hoad           | 6-2, 0-6, 3-6, 6-1, 13-11 |
| 11 | 1961  | 16-20 août          | Genève Gold Trophy (Suisse)                                | Terre battue   | Pancho Gonzales    | 8-6, 6-0                  |
| 12 | 1961  | 15-19 nov.          | Le Cap Western Province Pro (Afrique du Sud)               | Dur            | Tony Trabert       | 6-4, 6-4                  |
| 13 | 1962  | 14-17 mars          | Adélaïde Indoor Pro Stadium Woodville (Australie)          | ?              | Lew Hoad           | 7-5, 6-8, 6-4             |
| 14 | 1962  | 18-19 août          | Budapest Pro Championships (Hongrie) 1                     | Terre battue   | Butch Buchholz     | 3-6, 6-3, 6-2             |
| 15 | 1963  | 7-12 août           | Kitzbühel Pro Championships (Autriche)                     | Terre battue   | Rod Laver          | 6-3, 6-4, 6-4             |
| 16 | 1963  | 13-18 août          | Cannes Pro Championships (France)                          | Terre battue   | Rod Laver          | 6-2, 6-3, 6-4             |
| 17 | 1963  | 24-27 sep.          | Genève Gold Trophy (Suisse)                                | Terre battue   | Andrés Gimeno      | 9-7, 6-4                  |
| 18 | 1964  | 1-4 janvier         | Perth Western Australian Pro (Australie) 1                 | Gazon          | Rod Laver1er       | 6-2, 6-1                  |
| 19 | 1964  | 26-31 mai           | White Plains U.S. Pro Indoor États-Unis)                   | Bois ?         | Pancho Gonzales    | 5-7, 3-6, 10-8, 11-9, 8-6 |
| 20 | 1964  | 20-24 août          | Noordwijk Dutch Pro Championships (Pays-Bas)               | Terre battue   | Andrés Gimeno      | 8-6, 6-2                  |
| 21 | 1964  | 14-19 sep.          | Tournoi de tennis de Wembley (Londres) Indoor (Angleterre) | Bois           | Rod Laver          | 7-5, 4-6, 5-7, 8-6, 8-6   |
| 22 | 1964  | 20-24 sep.          | Munich Bavarian Pro Championships (Allemagne)              | Terre battue   | Andrés Gimeno      | 6-2, 6-4                  |
| 23 | 1965  | 18-23 janvier       | Sydney N.S.W. Pro Championships (Australie)                | Gazon          | Pancho Gonzales    | 8-6, 3-6, 6-4             |
| 24 | 1965  | 26-31 janvier       | Adélaïde South Australian Pro (Australie)                  | Gazon          | Rod Laver          | 6-3, 6-4                  |
| 25 | 1965  | 8-13 février        | Melbourne Victorian Pro (Australie)                        | Gazon          | Rod Laver          | 2-6, 6-1, 6-4             |
| 26 | 1965  | mai                 | Dallas CBS TV Pro Series (États-Unis)                      | Terre battue   | Pancho Gonzales    | 8-10, 7-5, 12-10          |
| 27 | 1965  | juillet             | Newport Pro Championships (États-Unis)                     | Gazon          | Rod Laver1er       | 31-21                     |
| 28 | 1965  | septembre           | Milan Pro Championships (Italie)                           | ?              | Andrés Gimeno      | 6-2, 5-7, 7-5             |
| 29 | 1965  | octobre             | Nairobi Pro Championships (Kenya)                          | Terre battue ? | Rod Laver          | 6-1, 4-6, 6-2             |
| 30 | 1965  | octobre             | Bulawayo et Salisbury Rhodesian Pro (Rhodésie)             | Dur            | Rod Laver          | 3-6, 6-4, 6-1             |
| 31 | 1965  | octobre             | Johannesburg Pro (Afrique du Sud)                          | Dur            | Butch Buchholz     | 8-6, 6-1                  |
| 32 | 1965  | octobre             | Durban Natal Pro Championships (Afrique du Sud)            | Dur            | Rod Laver          | 6-2, 8-6                  |
| 33 | 1965  | 1-4 novembre        | Le Cap Western Province Pro (Afrique du Sud)               | Dur            | Rod Laver          | 4-6, 6-3, 6-3             |
| 34 | 1966  | 20-22 janvier       | Melbourne Victorian Pro (Australie)                        | Gazon          | Rod Laver          | 6-3, 6-0                  |
| 35 | 1966  | 27-29 janvier       | Perth Western Australian Pro (Australie)                   | Gazon          | Rod Laver          | 6-2, 10-8                 |
| 36 | 1966  | 8-12 juin           | Forest Hills Pro Championships (États-Unis)                | Gazon          | Rod Laver          | 31-29                     |
| 37 | 1966  | 30 juin-4 juillet   | Oklahoma City World Pro (États-Unis)                       | ?              | Andrés Gimeno      | 6-4, 6-3                  |
| 38 | 1966  | 12-16 juillet       | US Pro Championships Chestnut Hill (États-Unis)            |                | Rod Laver          | 6-4, 4-6, 6-2, 8-10, 6-3  |
| 39 | 1966  | 12-17 sep.          | Tournoi de tennis de Wembley (Londres) Indoor (Angleterre) | Bois           | Rod Laver          | 6-2, 6-2, 6-3             |
| 40 | 1966  | 21-23 octobre       | Le Cap Western Province Pro (Afrique du Sud)               | Dur            | Rod Laver          | 5-7, 6-4, 7-5             |
| 41 | 1967  | 30 mars-2 avril     | Boston Garden Pro Championships (États-Unis)               | ?              | Rod Laver          | 6-4, 6-0                  |
| 42 | 1967  | 6-9 avril           | Paris Pro Championships (France)                           | Bois           | Rod Laver          | 6-0, 10-8, 10-8           |
| 43 | 1967  | 6-9 juin            | New York (M.S.G.) Pro (États-Unis)                         | Bois           | Rod Laver          | 6-4, 6-4                  |
| 44 | 1967  | 1-4 juillet         | Oklahoma City World Pro (États-Unis)                       | ?              | Rod Laver          | 6-2, 3-6, 6-4             |
| 45 | 1967  | 6-9 juillet         | Cincinnati Pro Championships (États-Unis)                  | ?              | Andrés Gimeno      | 6-4, 6-3                  |
| 46 | 1967  | 25-28 août          | Wimbledon World Pro Championships (Angleterre)             | Gazon          | Rod Laver          | 6-2, 6-2, 12-10           |
| 47 | 1967  | 12 sep. (1 jour)    | Port Elizabeth Eastern Province (Afrique du Sud)           | Dur            | Andrés Gimeno      | 10-0                      |
| 48 | 1967  | 23-28 octobre       | Tournoi de tennis de Wembley (Londres) Indoor (Angleterre) | Bois           | Rod Laver          | 2-6, 6-1, 1-6, 8-6, 6-2   |
| 49 | 1968  | 10-14 avril         | Hollywood Burger King Challenge Cup (États-Unis)           | ?              | Roy Emerson        | 6-1, 6-1                  |

- 1 : Tournoi à 4-joueurs.
- 2 : T.O.C. = Tournament of Champions.

#### Tournées professionnelles remportées (au moins 7): 1957-1967
Avant 1968, les joueurs professionnels disputaient quelquefois plus de tournées que de tournois : par exemple Henry Ellsworth Vines Jr ne disputa aucun tournoi de 1936 à 1938 inclus et, en particulier en 1937, il joua 70 matchs lors de deux tournées et aucun en tournoi. Vines ne gagna donc aucun tournoi pendant trois ans bien qu'il fût le meilleur pro voire le meilleur tout court de l'époque. Lors de ses cinq premiers mois chez les professionnels (de janvier à mai 1957), Rosewall joua 76 matchs en tournée contre Gonzales et seulement 9 matchs en tournois. Dans les années 1960, la tendance s'inversa car les tournées commencèrent à disparaître au profit des tournois. Tout ceci pour dire que si les joueurs de l'époque avaient eu la possibilité de jouer autant de tournois que ceux du XXIe siècle, ils détiendraient encore plus de titres en simple (cf. l'exemple de Vines).
Énormément de résultats de tournées sont complètement inconnus car ils n'ont pas été archivés.
Ci-dessous les dates sont quelque peu imprécises et quelquefois les résultats sont inconnus mais le vainqueur final l'est.
- 1957 : Australian pro tour Rosewall vainqueur (résultats détaillés inconnus) de Hoad, Sedgman, et Segura, chaque joueur disputant 20 matchs, novembre-décembre
- 1958 : Perrier Trophy pro tour Rosewall vainqueur (résultats détaillés inconnus) de Segura, Trabert et Hoad 2 août - 25 octobre
- 1959 : South African pro tour résultats finaux : 1) Rosewall 12 matchs gagnés - 2 perdus, 2) Segura 9-5, 3) Ashley Cooper 7-7, 4) Malcolm Anderson 4-10, 5) Mervyn Rose 3-11 novembre
- 1962 : New Zealand pro tour 1) Rosewall 4-1, 2) Gimeno 3-2, 3) Sedgman 2-3, 4) Ayala 1-4 probablement Mars
- 1963 : Australasian (Australie + Nouvelle-Zélande) pro tour Rosewall vainquit Laver 11-2 (12 scores de matchs sur 13 sont parfaitement connus) janvier (commencée le 6); U.S. pro tour Rosewall vainqueur de Laver, Gimeno, Buchholz, MacKay et Ayala : dans la première phase 1) Rosewall 31-10, 2) Laver 26-16, 3) Buchholz 23-18, 4) Gimeno 21-20, 5) MacKay 12-29, 6) Ayala 11-30 puis dans la seconde phase opposant a) les 2 premiers pour désigner le vainqueur final et b) les 3e et 4e pour désigner le 3e joueur au classement final, résultats finaux : 1) Rosewall (qui battit Laver 14-4 dans la seconde phase), 2) Laver, 3) Gimeno (qui domina Buchholz dans la seconde phase 11-7), 4) Buchholz, 5) MacKay 12-29, 6) Ayala 11-30 8 février - fin mai
- 1964 : Facis Trophy (Trofeo Facis) pro tour Rosewall vainqueur 28 juillet - 11 août; 29 septembre - 8 octobre

### Palmarès Ère Open (1968-1977)

#### Titres pendant l'Ère Open (1968-1977): 44 (inclus les tournois Pro et les tournois sur invitation)
|    | Année | Date              | Nom et lieu du tournoi                                            | Surface      | Finaliste        | Score                   |
| -- | ----- | ----------------- | ----------------------------------------------------------------- | ------------ | ---------------- | ----------------------- |
| 1  | 1968  | 16,18-19 avril    | Paris-Coubertin NTL Pro (France)                                  | Bois         | Andrés Gimeno    | 6-3, 6-4                |
| 2  | 1968  | 22-27 avril       | Bournemouth British Hard Court (Angleterre)                       | Terre battue | Rod Laver        | 3-6, 6-2, 6-0, 6-3      |
| 3  | 1968  | 27 mai-9 juin     | Roland-Garros French Open (France)                                | Terre battue | Rod Laver        | 6-3, 6-1, 2-6, 6-2      |
| 4  | 1968  | 15-18 août        | Fort Worth Colonial Pro (États-Unis)                              | Dur          | Andrés Gimeno    | 6-4, 6-3                |
| 5  | 1968  | 15-21 novembre    | Tournoi de tennis de Wembley Tournament of Champions (Angleterre) | Bois         | John Newcombe    | 6-4, 4-6, 7-5, 6-4      |
| 6  | 1969  | 9-14 juin         | Bristol West of England Open (Angleterre)                         | Gazon        | Pierre Barthes   | 8-10, 6-3, 6-1          |
| 7  | 1969  | 8-11 septembre    | Chicago Pro Championships (États-Unis)                            | Dur          | Butch Buchholz   | 6-3, 6-4                |
| 8  | 1969  | 3-5 octobre       | Midland Texas Pro Championships (États-Unis)1                     | ?            | Pancho Gonzales  | 5-7, 6-1, 7-5           |
| 9  | 1970  | 12-14 février     | Hollywood Pro Championships (États-Unis)                          | Terre battue | Andrés Gimeno    | 3-6, 6-2, 3-6, 7-6, 6-3 |
| 10 | 1970  | 20-22 février     | Corpus Christi/WCT South Texas Pro (États-Unis)                   | Dur          | John Newcombe    | 6-2, 6-0                |
| 11 | 1970  | 14-19 juin        | Eastbourne Rothmans Open (Angleterre)                             | Gazon        | Bob Hewitt       | 6-2, 6-1                |
| 12 | 1970  | 5-10 juillet      | Newport Green Shield Welsh Open (Pays de Galles)                  | Gazon        | John Newcombe    | 6-4, 6-4                |
| 13 | 1970  | 20-26 juillet     | Cincinnati Western Championships (États-Unis)                     | Terre battue | Cliff Richey     | 7-9, 9-7, 8-6           |
| 14 | 1970  | 2-13 septembre    | US Open (Forest Hills) (États-Unis)                               | Gazon        | Tony Roche       | 2-6, 6-4, 7-6, 6-3      |
| 15 | 1971  | 8-14 mars         | Open d'Australie (Sydney) (Australie)                             | Gazon        | Arthur Ashe      | 6-1, 7-5, 6-3           |
| 16 | 1971  | 5-17 avril        | Johannesburg South African Open (Afrique du Sud)                  | Dur          | Fred Stolle      | 6-4, 6-0, 6-4           |
| 17 | 1971  | 20-25 avril       | Denver United Bank Invitational (États-Unis)                      | Moquette     | Cliff Drysdale   | ?                       |
| 18 | 1971  | 5-10 juillet      | Newport Green Shield Welsh Open (Pays de Galles)                  | Gazon        | Roger Taylor     | 6-1, 9-8                |
| 19 | 1971  | 12-18 juillet     | Washington Star International (États-Unis)                        | Terre battue | Marty Riessen    | 6-2, 7-5, 6-1           |
| 20 | 1971  | 2-8 août          | US Pro Championships Chestnut Hill (États-Unis)                   | Moquette     | Cliff Drysdale   | 6-4, 6-3, 6-0           |
| 21 | 1971  | 4-10 octobre      | Vancouver/WCT Rothmans International (Canada)                     | ?            | Tom Okker        | 6-2, 6-2, 6-4           |
| 22 | 1971  | 19-21 et 26 nov.  | Houston & Dallas/ Finales WCT (États-Unis)2                       | Moquette     | Rod Laver        | 6-4, 1-6, 7-6, 7-6      |
| 23 | 1972  | 27 déc - 3 jan.   | Open d'Australie (Melbourne) (Australie)                          | Gazon        | Malcolm Anderson | 7-6, 6-3, 7-5           |
| 24 | 1972  | 28 février-3 mars | Miami/WCT Saga Bay Classic (États-Unis)                           | Dur          | Cliff Drysdale   | 3-6, 6-2, 6-4           |
| 25 | 1972  | 21-25 mars        | Hilton Head/WCT CBS Classic (États-Unis)                          | Terre battue | John Newcombe    | 7-5, 6-3                |
| 26 | 1972  | 18-23 avril       | Charlotte/WCT NCNB Classic (États-Unis)                           | Terre battue | Cliff Richey     | 2-6, 6-2, 6-2           |
| 27 | 1972  | 10-14 mai         | Dallas/ Finales WCT (États-Unis)                                  | Moquette     | Rod Laver        | 4-6, 6-0, 6-3, 6-7, 7-6 |
| 28 | 1972  | 4-8 octobre       | Tokyo Classic/WCT (Japon)                                         | Terre battue | Fred Stolle      | 7-5, 7-6, 6-3           |
| 29 | 1972  | 26 nov-2 déc.     | Brisbane Queensland Championships (Australie)                     | Gazon        | Geoff Masters    | 6-2, 5-7, 6-4, 3-6, 7-5 |
| 30 | 1973  | 2-8 avril         | Houston/WCT River Oaks (États-Unis)                               | Terre battue | Fred Stolle      | 6-4, 6-1, 7-5           |
| 31 | 1973  | 9-15 avril        | Cleveland/WCT Championships (États-Unis)                          | Moquette     | Roger Taylor     | 6-3, 6-4                |
| 32 | 1973  | 17-22 avril       | Charlotte/WCT NCNB Classic (États-Unis)                           | Terre battue | Arthur Ashe      | 6-3, 7-6                |
| 33 | 1973  | 1-7 octobre       | Osaka Open (Japon)                                                | Dur          | Toshiro Sakai    | 6-2, 6-4                |
| 34 | 1973  | 8-14 octobre      | Tokyo Japan Open (Japon)                                          | Terre battue | John Newcombe    | 6-1, 6-4                |
| 35 | 1975  | 24-30 mars        | Jackson Invitational (États-Unis)                                 | Moquette     | Butch Buchholz   | 7-5, 4-6, 7-6           |
| 36 | 1975  | 21-27 avril       | Houston/WCT River Oaks Invitational (États-Unis)                  | Terre battue | Cliff Drysdale   | 6-3, 3-6, 6-1           |
| 37 | 1975  | 5-11 mai          | Louisville Tennis Club Invitational (États-Unis)                  | Terre battue | Stan Smith       | 7-6, 7-6                |
| 38 | 1975  | 7-13 juillet      | Gstaad Swiss Open (Suisse)                                        | Terre battue | Karl Meiler      | 6-4, 6-4, 6-3           |
| 39 | 1975  | 24-30 novembre    | Tokyo Gunze Open International (Japon)                            | Moquette     | John Newcombe    | 7-5, 4-6, 6-1           |
| 40 | 1976  | 20-25 janvier     | Brisbane Queensland Invitational (Australie)                      | Gazon        | John Newcombe    | 7-6, 6-2                |
| 41 | 1976  | 16-21 mars        | Jackson/WCT South Invitational (États-Unis)                       | Moquette     | Raúl Ramírez     | 6-3, 6-3                |
| 42 | 1976  | 7-14 novembre     | Hong Kong Tennis Classic (Chine)                                  | Dur          | Ilie Năstase     | 1-6, 6-4, 7-6, 6-0      |
| 43 | 1977  | 7-13 novembre     | Hong Kong Colgate Tennis Classic (Chine)                          | Dur          | Tom Gorman       | 6-3, 5-7, 6-4, 6-4      |
| 44 | 1977  | 24-28 novembre    | Tokyo Gunze Open International (Japon)                            | Moquette     | Ilie Năstase     | 4-6, 7-6, 6-4           |

- 1 : Tournoi à 4-joueurs.
- 2 : 19-21 novembre à Houston et le 26 novembre finale à Dallas.

#### Finales perdues Ère Open (21 avril 1968-1977): 29
- (inclus les tournois Pro et les tournois sur invitation)

|    | Année | Date              | Nom et lieu du tournoi                             | Surface      | Vainqueur        | Score                   |
| -- | ----- | ----------------- | -------------------------------------------------- | ------------ | ---------------- | ----------------------- |
| 1  | 1968  | 17 avril (1 jour) | Londres BBC-2 World Invitation (Angleterre)1       | ?            | Rod Laver        | 6-3, 10-8               |
| 2  | 1968  | 3-6 mai           | Wembley NTL Pro Invitation (Angleterre)            | Bois         | Rod Laver        | 6-0, 6-1, 6-0           |
| 3  | 1968  | 13-18 mai         | New York (M.S.G.) Pro (États-Unis)                 | Bois         | Rod Laver        | 4-6, 6-3, 9-7, 6-4      |
| 4  | 1968  | 14-22 septembre   | Los Angeles Pacific Southwest (États-Unis)         | Dur          | Rod Laver        | 4-6, 6-0, 6-0           |
| 5  | 1969  | 1-5 janvier       | Perth Western Australian Open (Australie)          | Gazon        | Marty Riessen    | 6-3, 6-4, 2-6, 2-6, 6-1 |
| 6  | 1969  | 8-12 février      | Orlando Pro Championships (États-Unis)             | ?            | Rod Laver        | 6-3, 6-2                |
| 7  | 1969  | 24 mai            | Wembley (Londres) Invitational (Angleterre)        | Bois ?       | Rod Laver        | 8-6, 6-0                |
| 8  | 1969  | 26 mai-8 juin     | Roland-Garros French Open (France)                 | Terre battue | Rod Laver        | 6-4, 6-3, 6-4           |
| 9  | 1969  | 13-17 août        | Fort Worth/WCT Pro Championships (États-Unis)      | Dur          | Rod Laver        | 6-3, 6-2                |
| 10 | 1970  | 4-7 mars          | Londres Royal Albert Hall (Angleterre)             | Moquette     | Marty Riessen    | 6-4, 6-2                |
| 11 | 1970  | 16-22 mars        | Sydney/WCT Dunlop Slazenger (Australie)            | Gazon        | Rod Laver        | 3-6, 6-2, 3-6, 6-2, 6-3 |
| 12 | 1970  | 27 mai-1er juin   | Saint Louis/WCT Rawlings Classic (États-Unis)      | Moquette     | Rod Laver        | 6-1, 6-4                |
| 13 | 1970  | 22 juin-4 juillet | Wimbledon (Angleterre)                             | Gazon        | John Newcombe    | 5-7, 6-3, 6-2, 3-6, 6-1 |
| 14 | 1970  | 16 juillet        | New York Champions Classic (États-Unis)2           | M            | Rod Laver        | 6-4, 6-3, 6-3           |
| 15 | 1971  | 27 sep-3 oct.     | Berkeley Pacific Coast Open (États-Unis)           | Dur          | Rod Laver        | 6-4, 6-4, 7-6           |
| 16 | 1972  | 8-13 février      | Philadelphie/WCT U.S. Pro Indoor (États-Unis)      | Moquette     | Rod Laver        | 4-6, 6-2, 6-2, 6-2      |
| 17 | 1972  | 13-20 février     | Toronto/WCT Rothmans International (Canada)        | Moquette     | Rod Laver        | 6-1, 6-4                |
| 18 | 1972  | 3-9 avril         | Houston/WCT River Oaks (États-Unis)                | Terre battue | Rod Laver        | 6-2, 6-4                |
| 19 | 1972  | 14-20 août        | Fort Worth/WCT Classic (États-Unis)                | Dur          | John Newcombe    | 5-7, 1-6, 7-5, 6-4, 6-4 |
| 20 | 1973  | 1-7 janvier       | Sydney N.S.W. Open (Australie)                     | H            | Malcolm Anderson | 6-3, 6-4, 6-4           |
| 21 | 1974  | 29 avril-5 mai    | Columbus Green Island Open (États-Unis)            | Moquette     | Jeff Borowiak    | 6-1, 7-5                |
| 22 | 1974  | 24 juin-7 juillet | Wimbledon (Angleterre)                             | Gazon        | Jimmy Connors    | 6-1, 6-1, 6-4           |
| 23 | 1974  | 28 août-9 sep.    | US Open (Forest Hills) (États-Unis)                | Gazon        | Jimmy Connors    | 6-1, 6-0, 6-1           |
| 24 | 1974  | 7-13 octobre      | Tokyo Japan Open                                   | Terre battue | John Newcombe    | 3-6, 6-2, 6-3           |
| 25 | 1975  | 4-9 août          | North Conway Volvo International (États-Unis)      | Terre battue | Jimmy Connors    | 6-2, 6-2                |
| 26 | 1976  | 6-11 avril        | Houston/WCT River Oaks (États-Unis)                | Terre battue | Harold Solomon   | 6-4, 1-6, 6-1           |
| 27 | 1976  | 10-16 mai         | Las Vegas Alan King Classic (États-Unis)           | Dur          | Jimmy Connors    | 6-1, 6-3                |
| 28 | 1977  | 10-17 septembre   | New York Tournament of Champions (États-Unis)      | ?            | Harold Solomon   | 6-5, 6-2, 2-6, 0-6, 6-3 |
| 29 | 1977  | 17-23 octobre     | Sydney Australian Indoor Championships (Australie) | Dur (int.)   | Jimmy Connors    | 7-5, 6-4, 6-2           |

- 1 : Tournoi à 4-joueurs.
- 2 : Tournoi se déroulant sur plusieurs mois (23, 31 janvier, 1er février, 1er mars, 5 avril, 1er, 20, 21, 23 mai, 3, 5 juin et la finale à New York le 16 juillet).

## Palmarès en double

### Titres en double (14)
- 1968 : Roland-Garros (avec Fred Stolle), Los Angeles (avec Fred Stolle)
- 1969 : US Open (avec Fred Stolle)
- 1971 : Newport (avec Roger Taylor), Bologne WCT (avec Fred Stolle)
- 1972 : Australian Open (avec Owen Davidson)
- 1973 : Chicago WCT (avec Fred Stolle), Cleveland WCT (avec Fred Stolle), Montréal (avec Rod Laver), Tokyo (avec Malcolm Anderson)
- 1975 : Hong Kong (avec Tom Okker)
- 1976 : Houston WCT (avec Rod Laver), Tokyo Outdoor (avec Robert Carmichael)
- 1977 : Charlotte WCT (avec Tom Okker)

### Finales en double (14)
- 1968 : Wimbledon (avec Fred Stolle)
- 1969 : Australian Open (avec Fred Stolle)
- 1970 : Wimbledon (avec Fred Stolle)
- 1971 : Berkeley (avec Fred Stolle)
- 1972 : Houston WCT (avec Fred Stolle), Fort Worth WCT (avec Fred Stolle), Montréal WCT (avec Robert Maud)
- 1973 : Milan WCT (avec Fred Stolle), Las Vegas (avec Fred Stolle), Osaka (avec Jun Kamiwazumi), Sydney Indoor (avec Malcolm Anderson)
- 1975 : Gstaad (avec Colin Dowdeswell)
- 1977 : Jackson (avec Phil Dent), Brisbane (avec Malcolm Anderson)

## Compétitions par équipe: Coupe Davis et Kramer Cup

### Coupe Davis
Rosewall a remporté 17 simples sur 19 et 2 doubles sur 3 dans cette épreuve. Rosewall fut membre de l'équipe victorieuse d'Australie en 1953, 1955, 1956 et 1973.

### Kramer Cup
Dans cette épreuve professionnelle au format de la Coupe Davis, organisée uniquement pendant 3 années de suite (1961-1963) et opposant les sous-continents d'Australie, d'Europe, d'Amérique du Nord et d'Amérique du Sud, Rosewall gagna 9 simples sur 10 et 4 doubles sur 5. l'Australie a remporté les 3 éditions.

## Classements annuels (professionnels et amateurs ensemble)
(estimations pas toujours très précises du fait de l'absence de classement officiel avant 1973)
Jusqu'en 1972, seuls des journalistes ou des joueurs établissaient leurs propres classement et jusqu'en 1967 la plupart de ces classements ne concernaient que les joueurs amateurs qui en plus étaient généralement moins bons que les meilleurs professionnels c'est pourquoi Ken Rosewall n'apparaît que très rarement, complètement à tort, dans les classements établis entre 1957 et 1967.
Puis le 23 août 1973 l'ATP afficha son premier classement relatif aux 12 mois précédents et publié ensuite tous les 14 jours et quelques années plus tard toutes les semaines : ce classement présentait beaucoup d'imperfections car dans les années 1970 ou 80 il ne prenait pas en compte la Coupe Davis (toujours pas actuellement d'ailleurs), les WCT Finals et le Masters (appelé plus tard the Singles Championship et depuis 2000 la (Tennis) Masters Cup) et il n'accordait pas suffisamment de points (toujours le cas maintenant) aux tournois du Grand Chelem. Depuis certains progrès ont été réalisés (mais pas encore suffisamment) puisque désormais la Masters Cup donne des points ATP.
Par conséquent d'autres classements établis par les journalistes de tennis ou par les joueurs eux-mêmes pouvaient (et peuvent toujours) être meilleurs : par exemple bien que Connors fut classé numéro 1 mondial en 1975 par l'ATP très peu de personnes le considérèrent comme tel et la majorité des témoins comme John Barrett, Bud Collins, Barry Lorge ou Judith Elian, de l'époque classèrent, à juste titre, Arthur Ashe numéro 1 mondial (seulement no 4 au classement par ordinateur de l'ATP).
Étant donné que a) avant 1968 il y eut très peu de classements intégrant les professionnels et les amateurs ensemble et b) avant 1973 le classement ATP n'existait pas et c) ce dernier était (et est toujours) imparfait, voici les classements (pas toujours extrêmement précis) annuels de Rosewall :
| Année | Classement de Rosewall (estimation) | Commentaire |
| 1952  | Top 20                              | Dans son classement amateur Lance Tingay plaça Rosewall dixième ex æquo avec son partenaire de double Lew Hoad. Il est fort probable que les professionnels Gonzales, Segura, Kramer, Budge, Riggs, Kovacs et Pails étaient meilleurs que Rosewall donc celui-ci méritait probablement une place à la fin du Top 20 |
| 1953  | Top 10                              | Cette année-là Lance Tingay classa Rosewall deuxième amateur derrière Trabert. Étant donné que les professionnels Kramer, Segura, Sedgman, Gonzales furent sûrement meilleurs que Rosewall et que leurs collègues pros Budge, Kovacs, McGregor et Pails devaient être sensiblement du niveau de Trabert et Rosewall, les deux amateurs peuvent probablement revendiquer une place dans les dix premiers. |
| 1954  | Top 10                              | Beaucoup d'experts classèrent Rosewall quatrième amateur mondial derrière le duo Trabert/Drobny et Seixas; sachant que les professionnels Kramer, Budge, Kovacs, McGregor et Pails avaient sérieusement décliné (la plupart à cause de l'âge), Rosewall fut sans aucun doute un joueur du Top 10. |
| 1955  | peut-être 5                         | Tout le monde considéra Rosewall comme le dauphin de Trabert chez les amateurs. Depuis 1954 le niveau des pros avait singulièrement chuté vu que a) aucun grand amateur n'avait rejoint le circuit pro, b) les vieux pros comme Kramer, Budge ou Riggs continuaient naturellement de vieillir et c) Sedgman avait peu joué en 1955 notamment pour des raisons de santé : par conséquent seuls Gonzales, Segura et peut-être Kovacs, les 3 meilleurs pros selon Lawn Tennis and Badminton étaient supérieurs à Trabert et Rosewall. |
| 1956  | probablement 6                      | Sedgman, revenu sur le circuit pro en pleine forme et Hoad ayant dépassé Rosewall chez les amateurs, Rosewall méritait probablement d'être devancé par les pros Gonzales, Sedgman, Segura, Trabert et l'amateur Hoad. Cette année-là marqua le début de l'ère des « Six Grands » (qui se termina en 1960), i.e. quand ces six joueurs dominèrent le monde du tennis. |
| 1957  | possiblement 2                      | Hoad a prouvé à tous qu'il était de loin le meilleur amateur du monde à la mi-1957 car il domina outrageusement, 6-2 6-1 6-2, en finale de Wimbledon, son successeur dans les rangs amateurs, Ashley Cooper. Juste après ce match Hoad passa professionnel et pendant trois mois il fut régulièrement battu par les meilleurs pros, Gonzales, Segura, Sedgman, Trabert et Rosewall démontrant ainsi que ces six joueurs étaient supérieurs à l'amateur. Rosewall, ayant décroché le titre à Wembley pro et ayant remporté en décembre l'Australian tour aux dépens de Hoad, Sedgman et Segura, méritait probablement la place de no 2 mondial toutes catégories confondues. |
| 1958  | 3 ou 4 ou 5                         | Grâce à son succès au French Pro à Roland Garros Rosewall resta un des meilleurs. Classement de Robert Geist (intégrant les professionnels et les amateurs) : 1 Gonzales, 2 hoad, Rosewall; Jack March, promoteur du tournoi pro de Cleveland qui de temps en temps était assimilé à l'U.S. Pro, proposa son classement pro : 1) Gonzales, 2) Hoad, 3) Segura, 4) Trabert, 5) Rosewall, 6) Sedgman. |
| 1959  | 3                                   | Frank Sedgman proposa le classement suivant : 1 Gonzales, 2 hoad, 3 Rosewall; Ashley Cooper confirma l'opinion de Sedgman mais suggéra que Sedgman devait être le no 4; Mal Anderson écrivant dans World Tennis, affirma que Kramer avait établi un classement par points pour désigner les meilleurs joueurs du monde : 14 tournois choisis accordant tous le même nombre de points ce qui était injuste vis-à-vis des tournois majeurs plus importants que les autres (7 points pour le vainqueur, 4 pour le finaliste, 3 pour le 3e du tournoi, 2 pour le 4e du tournoi et 1 point pour chaque quart de finaliste), le résultat final fut le suivant : 1 hoad, 2 Gonzales (seulement 11 tournois disputés), 3 Rosewall, 4 Sedgman, 5 Trabert, 6 Anderson, 7 Segura, 8 Cooper; le propre classement pro de Kramer (différent du classement par points) : 1 Gonzales, 2 Sedgman, 3 Rosewall, 4 hoad, 5 Trabert, 6 Segura, 7 Cooper, 8 Anderson, 9 Rose, 10 McGregor, 11 hartwig; le classement de l'L'Équipe (Robert Roy) qui intégra pour la première fois les professionnels et les amateurs ensemble : 1 Gonzales, 2 Sedgman, 3 Rosewall, 4 Trabert, 5 hoad, 6 Segura, 7 Kramer, 8 McGregor, 9 hartwig, 10 Cooper, 11 Rose; le classement pro de Robert Barne (manager australien de Kramer) : 1 hoad, 2 Gonzales, 3 Rosewall, 4 Sedgman, 5 Trabert, 6 Segura, 7 Cooper, 8 Anderson, 9 Rose. |
| 1960  | 1 ex æquo avec Gonzales             | Kramer classa à nouveau Gonzales premier, Robert Roy (L'Équipe) choisit Rosewall comme champion et Robert Geist classa les deux joueurs ex æquo. |
| 1961  | 1                                   | Robert Roy (L'Équipe), Kléber Haedens et Philippe Chatrier (Tennis de France), Michel Sutter, Christian Boussus (finaliste de Roland Garros amateur 1931), Peter Rowley, Robert Geist, Tony Trabert, John Newcombe etc ... considérèrent Rosewall comme le numéro 1 mondial. |
| 1962  | 1                                   | Aucun doute pour quiconque. |
| 1963  | 1                                   | Idem. |
| 1964  | Top 2                               | Le classement officiel par points de 1964 établi pour 17 (seulement) tournois plaçait Rosewall no 1 devant Laver no 2, McCauley et Laver lui-même approuvait ce classement mais beaucoup estimèrent que Laver méritait d'être classé au moins l'égal de Rosewall voire au-dessus. |
| 1965  | 2                                   | Presque tout le monde et McCauley en particulier pense que Laver fut le nouveau roi du tennis et Rosewall le nouveau vice-roi. |
| 1966  | 2                                   | Exactement comme l'année précédente : corroboré par Pierre Barthès, la nouvelle recrue professionnelle, française en 1966 qui dit dans Tennis de France que Rosewall fut juste derrière Laver (et que Hoad était encore le meilleur quand il était à son top ce qui était rarement le cas). |
| 1967  | 2                                   | Laver roi incontestable et Rosewall son second (McCauley, Kramer, Bud Collins) |
| 1968  | 3 or 4                              | Rosewall le troisième meilleur joueur du monde selon Tingay, Collins et le quatrième pour McCauley. |
| 1969  | 5                                   | Tingay et Collins le classèrent 5e. |
| 1970  | 1 ex æquo avec Laver et Newcombe    | Le panel d'experts de la 'Martini and Rosso' Cup, classa Rosewall no 1 tout juste devant Laver. Judith Elian de L'Équipe plaça Rosewall premier devant Newcombe, Roche et Laver. McCauley et Tingay placèrent Rosewall second derrière Newcombe. Le panel de journalistes qui désigna les joueurs pour participer au circuit WCT de l'année suivante en 1971 classèrent Rosewall no 2 derrière Laver et Robert Geist considéra Rosewall, Laver et Newcombe no 1 ex æquo. |
| 1971  | peut-être 3 (ou 4)                  | Elian, Collins et Rex Bellamy classa Rosewall troisième après le duo Newcombe/Smith. Rino Tommasi classa Rosewall no 1 mais Tingay le plaça en 4e position. |
| 1972  | probablement 3                      | Tingay, Frank Rostron et Elian classèrent Smith, Nastase et Rosewall dans cet ordre. Collins inversa Nastase et Rosewall. |
| 1973  | entre 6 et 9                        | Elian plaça Rosewall au 7e rang, Tennis Magazine (US) au 9e et l'ATP au 6e. |
| 1974  | entre 2 et 8                        | Rosewall fut classé à presque toutes les places comprises entre la 2e (Tingay) et la 8e (ATP). |
| 1975  | Top 10-Top 15                       | Il semble que l'ATP a surestimé Rosewall (6e place) parce que tous les experts tennistiques le classèrent entre la 7e place (Barry Lorge) et au-delà de la 10e (Elian). |
| 1976  | Top 15                              | Classement de Collins : 1) Connors, 2) Borg, 3) Nastase, ..., 14) Rosewall (ATP : 13). |
| 1977  | Top 15                              | ATP : 12. |

Ainsi Rosewall a fait partie chaque année des 20 meilleurs pendant 26 ans d'affilée, des 10 meilleurs pendant 20 ans et des 3 meilleurs pendant probablement au moins 12 ans et enfin a été soit le meilleur soit le vice-champion pendant environ 9 ans. (cf. Joueurs de tennis numéros 1 mondiaux)

## Confrontations directes avec Rod Laver: 64 (ou 63 au moins) - 79 (au moins)
Sources : Joe McCauley, The History of Professional Tennis, London 2001 ; World Tennis (le Magazine US) ; World of Tennis (Bilans annuels édités par John Barrett) ; Marion Anthony « Tony » Trabert dans Tennis de France (le magazine français); Google Archives; ATP
Évidemment comme pour les tournées ou les tournois de l'ère pré-open, les résultats des matchs de cette époque sont souvent inconnus.
Gonzales et Laver sont les deux joueurs que Rosewall a le plus souvent rencontrés. Les confrontations de Rosewall avec Laver sont mieux documentées et plus détaillées que celles avec Gonzales. Sont indiqués ci-dessous les principaux résultats des matchs qui ont opposé les deux Australiens.
Le dernier bilan complet des rencontres Rosewall-Laver par Robert Geist est 66-75.
Sachant que Rosewall est passé professionnel en 1957 et que Laver l'a imité en 1963, les deux joueurs n'ont jamais pu se rencontrer officiellement entre 1957 et 1962 inclus.
Les statistiques de leurs rencontres montrent une forte domination de Laver entre 1964 et 1970 (voire 1972) mais elles sont biaisées avant cette époque lorsque Rosewall fut nettement meilleur : a) en faveur de Rosewall pour l'année 1963 et b) surtout en faveur de Laver jusqu'en 1962. En 1963 ils se sont rencontrés environ 46 fois (incertitude sur le nombre) soit environ le tiers du nombre total de leurs rencontres. Rosewall étant meilleur que Laver cette année-là, les statistiques de 1963 favorisent nettement Rosewall. D'un autre côté de 1957 à 1962 bien que Rosewall fut nettement meilleur que Laver, il ne battit jamais son cadet (Laver a près de 4 ans de moins que Rosewall) puisqu'ils ne pouvaient se rencontrer : ainsi les statistiques 1957-1962, affichant un résultat de 0-0, avantagent véritablement et très nettement Laver (en 1956 les deux joueurs de tennis tournaient sur le circuit amateur mais apparemment ne se sont jamais rencontrés alors).
Aucun résultat n'est actuellement disponible, en particulier les rencontres Rosewall-Laver, dans la liste qui suit :
- New Zealand tour avec Rosewall, Laver, Hoad et Sedgman, février/mars 1964
- Marseille Pro, 28-29 septembre 1965
- Tournée à Nairobi, Entebbe, Accra et Lagos en octobre-novembre 1966
- Italian tour (4 villes) de la troupe professionnelle, août 1967
- Spain tour avec Laver, Rosewall, Gimeno et Stolle, octobre 1967

Match arrêté :
- Manly, match de tournée, 24 janvier 1965, Rosewall-Laver 6-2 3-2, jeu arrêté par la pluie

Voici une liste assez détaillée sachant qu'elle peut être complétée et détaillée à tout moment. Dans de rares cas la chronologie n'est pas totalement respectée afin de ne pas mélanger des résultats de tournées avec ceux de tournois ayant lieu à la même période : par exemple les deux joueurs se sont rencontrés le 1er avril 1963 au tournoi de Cleveland qui fut disputé entre deux parties de la tournée US qui a débuté le 8 février et qui s'est terminée fin mai). Leur résultat de Cleveland est indiqué après les derniers matchs de la tournée en mai bien que le tournoi s'est déroulé du 30 mars au 2 avril.

## Parcours dans les tournois duGrand Chelem

### En simple
| Année       | Open d'Australie | Open d'Australie | Internationaux de France | Internationaux de France | Wimbledon      | Wimbledon   | US Open        | US Open     | Open d'Australie | Open d'Australie |
| ----------- | ---------------- | ---------------- | ------------------------ | ------------------------ | -------------- | ----------- | -------------- | ----------- | ---------------- | ---------------- |
| 1951        | 1er tour (1/16)  | J. Barry         | —                        | —                        | —              | —           | —              | —           | n.o.             | n.o.             |
| 1952        | 1/4 de finale    | M. Rose          | 2e tour (1/32)           | F. Gardini               | 2e tour (1/32) | G. Mulloy   | 1/4 de finale  | G. Mulloy   | n.o.             | n.o.             |
| 1953        | Victoire         | M. Rose          | Victoire                 | V. Seixas                | 1/4 de finale  | K. Nielsen  | 1/2 finale     | T. Trabert  | n.o.             | n.o.             |
| 1954        | 1/2 finale       | M. Rose          | 1/8 de finale            | S. Davidson              | Finale         | J. Drobný   | 1/2 finale     | R. Hartwig  | n.o.             | n.o.             |
| 1955        | Victoire         | L. Hoad          | —                        | —                        | 1/2 finale     | K. Nielsen  | Finale         | T. Trabert  | n.o.             | n.o.             |
| 1956        | Finale           | L. Hoad          | —                        | —                        | Finale         | L. Hoad     | Victoire       | L. Hoad     | n.o.             | n.o.             |
| 1957 - 1967 | —                | —                | —                        | —                        | —              | —           | —              | —           | n.o.             | n.o.             |
| 1968        | —                | —                | Victoire                 | R. Laver                 | 1/8 de finale  | T. Roche    | 1/2 finale     | T. Okker    | n.o.             | n.o.             |
| 1969        | 1/8 de finale    | A. Gimeno        | Finale                   | R. Laver                 | 3e tour (1/16) | R. Lutz     | 1/4 de finale  | A. Ashe     | n.o.             | n.o.             |
| 1970        | —                | —                | —                        | —                        | Finale         | J. Newcombe | Victoire       | T. Roche    | n.o.             | n.o.             |
| 1971        | Victoire         | A. Ashe          | —                        | —                        | 1/2 finale     | J. Newcombe | —              | —           | n.o.             | n.o.             |
| 1972        | Victoire         | M. Anderson      | —                        | —                        | —              | —           | 2e tour (1/32) | M. Cox      | n.o.             | n.o.             |
| 1973        | 2e tour (1/16)   | K. Meiler        | —                        | —                        | —              | —           | 1/2 finale     | J. Newcombe | n.o.             | n.o.             |
| 1974        | —                | —                | —                        | —                        | Finale         | J. Connors  | Finale         | J. Connors  | n.o.             | n.o.             |
| 1975        | —                | —                | —                        | —                        | 1/8 de finale  | T. Roche    | —              | —           | n.o.             | n.o.             |
| 1976        | 1/2 finale       | Edmondson        | —                        | —                        | —              | —           | —              | —           | n.o.             | n.o.             |
| 1977        | 1/2 finale       | R. Tanner        | —                        | —                        | —              | —           | 3e tour (1/16) | J. Higueras | 1/4 de finale    | J. Alexander     |
| 1978        | n.o.             | n.o.             | —                        | —                        | —              | —           | —              | —           | 1/8 de finale    | P. Feigl         |

N.B. : à droite du résultat se trouve le nom de l'ultime adversaire.

#### Victoires: 8
- Open d'Australie : 1953, 1955, 1971, 1972
- Internationaux de France : 1953, 1968
- US Open : 1956, 1970

#### Finales: 8
- Open d'Australie : 1956
- Internationaux de France : 1969
- Tournoi de Wimbledon : 1954, 1956, 1970, 1974
- US Open : 1955, 1974

### En double
Parcours en double à partir de 1968.
| Année | Open d'Australie                                                                  | Open d'Australie    | Internationaux de France                                                      | Internationaux de France                                                    | Wimbledon                                                                          | Wimbledon                                                                        | US Open                                                                        | US Open                 | Open d'Australie | Open d'Australie |
| ----- | --------------------------------------------------------------------------------- | ------------------- | ----------------------------------------------------------------------------- | --------------------------------------------------------------------------- | ---------------------------------------------------------------------------------- | -------------------------------------------------------------------------------- | ------------------------------------------------------------------------------ | ----------------------- | ---------------- | ---------------- |
| 1968  | —                                                                                 | —                   | Victoire F. Stolle                                                            | R. Emerson R. Laver                                                         | Finale F. Stolle                                                                   | J. Newcombe T. Roche                                                             | 1/8 de finale F. Stolle \|\| style="text-align:left;" \| R. Taylor C. Drysdale | n.o.                    | n.o.             |                  |
| 1969  | Finale F. Stolle                                                                  | R. Emerson R. Laver | 1/4 de finale F. Stolle \|\| style="text-align:left;" \| I. Năstase I. Țiriac | 1/8 de finale F. Stolle \|\| style="text-align:left;" \| D. Crealy A. Stone | Victoire F. Stolle                                                                 | C. Pasarell D. Ralston                                                           | n.o.                                                                           | n.o.                    |                  |                  |
| 1970  | —                                                                                 | —                   | —                                                                             | —                                                                           | Finale F. Stolle                                                                   | J. Newcombe T. Roche                                                             | 1/2 finale F. Stolle \|\| style="text-align:left;" \| R. Emerson R. Laver      | n.o.                    | n.o.             |                  |
| 1971  | 1/4 de finale F. Stolle \|\| style="text-align:left;" \| A. Ashe D. Ralston       | —                   | —                                                                             | 1/4 de finale F. Stolle \|\| style="text-align:left;" \| A. Ashe D. Ralston | —                                                                                  | —                                                                                | n.o.                                                                           | n.o.                    |                  |                  |
| 1972  | Victoire Davidson                                                                 | R. Case G. Masters  | —                                                                             | —                                                                           | —                                                                                  | —                                                                                | 1/8 de finale F. Stolle \|\| style="text-align:left;" \| J. Alexander P. Dent  | n.o.                    | n.o.             |                  |
| 1973  | —                                                                                 | —                   | —                                                                             | —                                                                           | —                                                                                  | —                                                                                | Finale R. Laver                                                                | O. Davidson J. Newcombe | n.o.             | n.o.             |
| 1974  | —                                                                                 | —                   | —                                                                             | —                                                                           | 2e tour (1/16) Davidson \|\| style="text-align:left;" \| C. Pasarell E. Van Dillen | 2e tour (1/16) Davidson \|\| style="text-align:left;" \| A. Amritraj V. Amritraj | n.o.                                                                           | n.o.                    |                  |                  |
| 1975  | —                                                                                 | —                   | —                                                                             | —                                                                           | —                                                                                  | —                                                                                | —                                                                              | —                       | n.o.             | n.o.             |
| 1976  | 1/2 finale Carmichael \|\| style="text-align:left;" \| R. Case G. Masters         | —                   | —                                                                             | —                                                                           | —                                                                                  | —                                                                                | —                                                                              | n.o.                    | n.o.             |                  |
| 1977  | 1er tour (1/16) Carmichael \|\| style="text-align:left;" \| T. Gorman D. Stockton | —                   | —                                                                             | —                                                                           | —                                                                                  | —                                                                                | —                                                                              | —                       | —                |                  |

N.B. : le nom du ou de la partenaire se trouve sous le résultat ; le nom des ultimes adversaires se trouve à droite.

#### Victoires: 9
- Open d'Australie : 1953, 1956, 1972
- Internationaux de France : 1953, 1968
- Tournoi de Wimbledon : 1953, 1956
- US Open : 1956, 1969

#### Finales: 8
- Open d'Australie : 1955, 1969
- Internationaux de France : 1954
- Tournoi de Wimbledon : 1955, 1968, 1970
- US Open : 1954, 1973

### En double mixte

#### Victoire: 1
- US Open : 1956

#### Finales: 2
- Tournoi de Wimbledon : 1954
- US Open : 1954

## Autres résultats
- Roland-Garros Pro: vainqueur en 1958, 1960, 1961, 1962, 1963, 1964, 1965 et 1966
- Tournoi de tennis de Wembley: vainqueur en 1957, 1960, 1961, 1962, 1963 et 1968; finaliste en 1964, 1966 et 1967
- US Pro: vainqueur en 1963, 1965 et 1971; finaliste en 1966
- Masters de Cincinnati: vainqueur en 1970